# Ban Chấp hành Trung ương Đảng Cộng sản Liên Xô khóa XXV
Ban Chấp hành Trung ương Đảng Cộng sản Liên Xô khóa XXV (tiếng Nga: XXV Центральный комитет Коммунистической партии Советского Союза) do Đại hội lần thứ XXIV Đảng Cộng sản Liên Xô tổ chức tại Moskva từ ngày 24/2-5/3/1976 bầu ra.
Ban Chấp hành Trung ương khóa XXV gồm các Ủy viên chính thức và dự khuyết với nhiệm kỳ tới tháng 3/1981.
Tại Đại hội Đảng Cộng sản Liên Xô lần thứ XXV, các đại biểu tham dự đã bầu 287 ủy viên chính thức và bầu 139 ủy viên dự khuyết. Ngày 5/3/1976 Ban Chấp hành Trung ương Đảng khóa XXV họp phiên thứ nhất bầu Bộ Chính trị, Tổng Bí thư, Ban Bí thư.

## Các hội nghị Trung ương Đảng
| Hội nghị lần thứ | Bắt đầu-Kết thúc | Thời gian | Tóm lược |
| ---------------- | ---------------- | --------- | --- |
| 1                | 5/3/1971         | 1 ngày    | Hội nghị bầu Tổng Bí thư, Bộ Chính trị, Ban Bí thư. Tổng bí thư Leonid Brezhnev tiếp tục được bầu lại làm Tổng bí thư; Bộ chính trị gồm 15 ủy viên chính thức, 6 ủy viên dự khuyết; Ban bí thư gồm 11 ủy viên |
| 2                | 25-26/10/1976    | 2 ngày    | Tổng Bí thư Trung ương Đảng Cộng sản Liên Xô Leonid Brezhnev, Chủ tịch Ủy ban Kế hoạch Nhà nước Liên Xô Nikolai Baibakov và Bộ trưởng Bộ Tài chính Liên Xô Vasily Garbuzov báo cáo hội nghị. Thông qua nghị quyết "Các dự án Kế hoạch 5 năm Nhà nước về phát triển kinh tế quốc dân Liên Xô giai đoạn 1976-1980, Kế hoạch nhà nước về phát triển kinh tế quốc gia Liên Xô năm 1977 và Ngân sách nhà nước Liên Xô năm 1977". Thẩm tra các vấn đề hoạt động của Bộ trưởng Bộ Quốc phòng Liên Xô Dmitriy Ustinov. Bí thư thứ nhất Sverdlovsk Đảng Cộng sản Liên Xô Yakov Ryabov được bầu làm Bí thư Trung ương Đảng Cộng sản Liên Xô. Các ủy viên dự khuyết Trung ương Đảng Cộng sản Liên Xô gồm Bí thư thứ nhất Tỉnh ủy Poltava Đảng Cộng sản Ukraine Fedir Morhun, Trưởng ban Ban Nông nghiệp Trung ương Đảng Cộng sản Liên Xô Vladimir Karlov và Bộ trưởng Bộ Kỹ thuật và thức ăn chăn nuôi Liên Xô Konstantin Belyak được bầu bổ sung làm Ủy viên Trung ương Đảng Cộng sản Liên Xô. |
| 3                | 24/5/1977        | 1 ngày    | Báo cáo hội nghị Tổng Bí thư Trung ương Đảng Cộng sản Liên Xô Leonid Brezhnev và Bí thư Trung ương Đảng Cộng sản Liên Xô Mikhail Suslov. Thông qua nghị quyết "Về Dự thảo Hiến pháp Liên Xô" và "Quốc ca Liên Xô". Chủ tịch Đoàn chủ tịch Xô viết Tối cao Liên Xô Nikolai Podgorny từ chức, chức vụ cơ cấu là ủy viên Bộ Chính trị nên miễn nhiệm đồng thời Ủy viên Bộ Chính trị. Hội nghị thống nhất đề cử Tổng Bí thư Trung ương Đảng Leonid Brezhnev vào chức vụ này. Miễn nhiệm chức vụ Bí thư Trung ương Đảng của Konstantin Katushev do được chuyển công tác trong Hội đồng Tương trợ Kinh tế. Trợ lý Tổng Bí thư Trung ương Đảng Konstantin Rusakov được bầu làm Bí thư Trung ương Đảng. |
| 4                | 3/10/1977        | 1 ngày    | Báo cáo hội nghị Tổng Bí thư Trung ương Đảng Cộng sản Liên Xô Leonid Brezhnev. Thông qua nghị quyết "Về dự thảo Hiến pháp Liên Xô và kết quả thảo luận phổ thông về Hiến pháp". Bí thư Trung ương Đảng Konstantin Chernenko và Phó Chủ tịch thứ nhất Đoàn chủ tịch Xô viết tối cao Liên Xô Vasily Kuznetsov được bầu làm Ủy viên dự khuyết Bộ Chính trị. Các ủy viên dự khuyết Trung ương Đảng Cộng sản Liên Xô gồm Bí thư thứ nhất Khu ủy Bắc Kazakhstan Đảng Cộng sản Kazakhstan Vasily Demidenko, Bí thư thứ nhất Tỉnh ủy Crimea Đảng Cộng sản Ukraine Nikolai Kirichenko, Bộ trưởng Bộ Phát thanh Công nghiệp Liên Xô Pyotr Pleshakov, Anh hùng Lao động Xã hội Chủ nghĩa Quản đốc trang trại lợn Trang trại quốc doanh Belovsk huyện Troitsky vùng Altai Alexander Fomin được bầu bổ sung làm Ủy viên Trung ương Đảng Cộng sản Liên Xô. |
| 5                | 13/12/1977       | 1 ngày    | Tổng Bí thư Trung ương Đảng Cộng sản Liên Xô Leonid Brezhnev, Chủ tịch Ủy ban Kế hoạch Nhà nước Liên Xô Nikolai Baibakov và Bộ trưởng Bộ Tài chính Liên Xô Vasily Garbuzov báo cáo hội nghị. Thông qua nghị quyết "Dự thảo Kế hoạch Nhà nước về Phát triển Kinh tế và Xã hội Liên Xô và Ngân sách Nhà nước Liên Xô năm 1978". |
| 6                | 3-4/7/1978       | 2 ngày    | Báo cáo hội nghị Tổng Bí thư Trung ương Đảng Cộng sản Liên Xô Leonid Brezhnev. Thông qua nghị quyết "Về phát triển nông nghiệp mạnh hơn nữa". Ủy viên dự khuyết Trung ương Đảng Bí thư thứ nhất Trung ương Đoàn Komsomol Boris Pastukhov trở thành Ủy viên Trung ương Đảng. |
| 7                | 27/11/1978       | 1 ngày    | Tổng Bí thư Trung ương Đảng Cộng sản Liên Xô Leonid Brezhnev, Chủ tịch Ủy ban Kế hoạch Nhà nước Liên Xô Nikolai Baibakov và Bộ trưởng Bộ Tài chính Liên Xô Vasily Garbuzov báo cáo hội nghị. Thông qua nghị quyết "Dự thảo Kế hoạch Nhà nước về Phát triển Kinh tế và Xã hội của Liên Xô và Ngân sách Nhà nước Liên Xô năm 1979". Ủy viên dự khuyết Bộ Chính trị Konstantin Chernenko trở thành Ủy viên Bộ Chính trị. Phó chủ tịch thứ nhất Hội đồng Bộ trưởng Liên Xô Nikolai Tikhonov và Bí thư thứ nhất Trung ương Đảng Cộng sản Gruzia Eduard Shevardnadze đã được bầu làm Ủy viên dự khuyết Bộ Chính trị. Bí thư thứ nhất Khu ủy Stavropol Đảng Cộng sản Liên Xô Mikhail Gorbachev được bầu làm Bí thư Trung ương Đảng. Ủy viên Bộ Chính trị Kirill Mazurov được miễn nhiệm vụ trong Bộ Chính trị vì lý do sức khỏe và liên quan đến yêu cầu từ ông. |
| 8                | 17/4/1979        | 1 ngày    | Tổng Bí thư Trung ương Đảng Cộng sản Liên Xô Leonid Brezhnev và Bí thư Trung ương Đảng Cộng sản Liên Xô Mikhail Suslov. Thông qua nghị định "Các vấn đề Phiên họp thứ nhất Xô viết Tối cao Liên Xô khóa X" (vấn đề tổ chức). Miễn nhiệm chức vụ Bí thư Trung ương Đảng của Yakov Ryabov liên quan đến việc bổ nhiệm làm Phó Chủ tịch thứ nhất Ủy ban Kế hoạch Nhà nước Liên Xô. Bí thư thứ nhất Tỉnh ủy Astrakhan Đảng Cộng sản Liên Xô Leonid Borodin trở thành ủy viên Trung ương Đảng. |
| 9                | 27/11/1979       | 1 ngày    | Tổng Bí thư Trung ương Đảng Cộng sản Liên Xô Leonid Brezhnev, Chủ tịch Ủy ban Kế hoạch Nhà nước Liên Xô Nikolai Baibakov và Bộ trưởng Bộ Tài chính Liên Xô Vasily Garbuzov báo cáo hội nghị. Thông qua nghị quyết "Dự thảo Kế hoạch Nhà nước về Phát triển Kinh tế và Xã hội của Liên Xô và Ngân sách Nhà nước Liên Xô năm 1980". Ủy viên dự khuyết Bộ Chính trị Nikolai Tikhonov được bầu làm Ủy viên Bộ Chính trị. Bí thư Trung ương Đảng Gorbachev được bầu làm Ủy viên dự khuyết Bộ Chính trị. |
| 10               | 23/6/1980        | 1 ngày    | Tổng Bí thư Trung ương Đảng Cộng sản Liên Xô Leonid Brezhnev và Bộ trưởng Bộ Ngoại giao Liên Xô Andrei Gromyko báo cáo hội nghị. Thông qua các quyết định "về việc triệu tập Đại hội Đảng toàn quốc khóa XXVI", và "về tình hình quốc tế và chính sách đối ngoại của Liên Xô". |
| 11               | 21/10/1980       | 1 ngày    | Tổng Bí thư Trung ương Đảng Cộng sản Liên Xô Leonid Brezhnev, Chủ tịch Ủy ban Kế hoạch Nhà nước Liên Xô Nikolai Baibakov và Bộ trưởng Bộ Tài chính Liên Xô Vasily Garbuzov báo cáo hội nghị. Thông qua nghị quyết "Về dự thảo Kế hoạch Nhà nước về Phát triển Kinh tế và Xã hội của Liên Xô và Ngân sách Nhà nước Liên Xô năm 1981". Tại Hội nghị Trung ương, thẩm tra các hoạt động của Chủ tịch Hội đồng Bộ trưởng Liên Xô Alexei Kosygin. Ủy viên dự khuyết Bộ Chính trị Gorbachev được bầu làm Ủy viên Bộ Chính trị. Bí thư thứ nhất Trung ương Đảng Cộng sản Belarus Tikhon Kiselyov được bầu làm Ủy viên dự khuyết Bộ Chính trị. |
| 12               | 20/2/1981        | 1 ngày    | Tổng Bí thư Trung ương Đảng Cộng sản Liên Xô Leonid Brezhnev, và Chủ tịch Hội đồng Bộ trưởng Liên Xô Nikolai Tikhonov. Thông qua nghị quyết "Báo cáo của Trung ương Đảng tiền Đại hội XXVI và các nhiệm vụ tiếp theo của Đảng trong lĩnh vực chính sách đối nội và đối ngoại" và "Báo cáo Đại hội XXVI Đảng Cộng sản Liên Xô" "Những hướng đi chính trong sự phát triển kinh tế và xã hội của Liên Xô trong giai đoạn 1981-1985". |

## Các ban Đảng Trung ương
| Các Ban Đảng Trung ương                                                                      | Chức vụ          | Lãnh đạo             | Kiêm nhiệm                                             | Nhiệm kỳ       | Ghi chú                                                                   |
| -------------------------------------------------------------------------------------------- | ---------------- | -------------------- | ------------------------------------------------------ | -------------- | ------------------------------------------------------------------------- |
| Ban Quốc tế Trung ương Đảng về đối ngoại với Đảng Cộng sản tại các nước tư bản               | Trưởng ban       | Boris Ponomarev      | Ủy viên dự khuyết Bộ Chính trị Bí thư Trung ương Đảng  | 3/1976-3/1981  |                                                                           |
| Ban Công tác Trung ương Đảng                                                                 | Trưởng ban       | Georgy Pavlov        | Ủy viên Trung ương Đảng                                | 3/1976-3/1981  |                                                                           |
| Ban Quản trị Trung ương Đảng                                                                 | Trưởng ban       | Nikolai Savinkin     | Ủy viên dự khuyết Trung ương Đảng                      | 3/1976-3/1981  |                                                                           |
| Ban công tác đại diện ngoại giao và xuất cảnh Trung ương Đảng                                | Trưởng ban       | Nikolay Pegov        | Ủy viên Trung ương Đảng                                | 3/1976-3/1981  |                                                                           |
| Ban công nghiệp thực phẩm và công nghiệp nhẹ Trung ương Đảng                                 | Trưởng ban       | Fedor Mocalin        |                                                        | 3/1976-3/1981  |                                                                           |
| Ban Cơ khí Trung ương Đảng                                                                   | Trưởng ban       | Vasily Frolov        | Ủy viên dự khuyết Trung ương Đảng                      | 3/1976-3/1981  |                                                                           |
| Ban Tổ chức Giáo dục và Khoa học Trung ương Đảng                                             | Trưởng ban       | Sergey Trapeznikov   | Ủy viên Trung ương Đảng                                | 3/1976-3/1981  |                                                                           |
| Ban công tác Tổ chức Đảng Trung ương Đảng                                                    | Trưởng ban       | Ivan Kapitonov       | Bí thư Trung ương Đảng                                 | 3/1976-3/1981  |                                                                           |
| Ban Kế hoạch Tài chính Trung ương Đảng                                                       | Trưởng ban       | Boris Gostev         | Ủy viên dự khuyết Trung ương Đảng                      | 3/1976-3/1981  |                                                                           |
| Ban Quan hệ với các Đảng Cộng sản và Công nhân của các nước Xã hội Chủ nghĩa Trung ương Đảng | Trưởng ban       | Konstantin Katushev  | Bí thư Trung ương Đảng                                 | 3/1976-5/1977  |                                                                           |
| Ban Quan hệ với các Đảng Cộng sản và Công nhân của các nước Xã hội Chủ nghĩa Trung ương Đảng | Trưởng ban       | Konstantin Rusakov   | Bí thư Trung ương Đảng                                 | 5/1977-3/1981  |                                                                           |
| Ban Thương mại và dịch vụ tiêu dùng Trung ương Đảng                                          | Trưởng ban       | Yakov Kabkov         | Ủy viên dự khuyết Trung ương Đảng                      | 3/1976-3/1981  |                                                                           |
| Ban Giao thông vận tải Trung ương Đảng                                                       | Trưởng ban       | Kirill Simonov       |                                                        | 3/1976-3/1981  |                                                                           |
| Ban Tuyên truyền cổ động Trung ương Đảng                                                     | Trưởng ban       | Georgy Lukic         |                                                        | 3/1976-5/1976  |                                                                           |
| Ban Tuyên truyền cổ động Trung ương Đảng                                                     | Trưởng ban       | Yevgeny Tyazhelnikov | Ủy viên Trung ương Đảng                                | 5/1977-3/1981  |                                                                           |
| Ban Công nghiệp nặng Trung ương Đảng                                                         | Quyền trưởng ban | Ivan Yastrebov       |                                                        | 3/1976-5/1976  | Phó trưởng ban thứ nhất kiêm nhiệm                                        |
| Ban Công nghiệp nặng Trung ương Đảng                                                         | Trưởng ban       | Vladimir Dolgikh     | Bí thư Trung ương Đảng                                 | 5/1976-3/1981  |                                                                           |
| Ban Công nghiệp hóa học Trung ương Đảng                                                      | Trưởng ban       | Viktor Bushuev       |                                                        | 3/1976-12/1976 |                                                                           |
| Ban Công nghiệp hóa học Trung ương Đảng                                                      | Trưởng ban       | Vladimir Listov      |                                                        | 1/1977-11/1980 |                                                                           |
| Ban Nông nghiệp Trung ương Đảng                                                              | Trưởng ban       | Fyodor Kulakov       | Ủy viên dự khuyết Bộ Chính trị, Bí thư Trung ương Đảng | 3/1976-6/1976  |                                                                           |
| Ban Nông nghiệp Trung ương Đảng                                                              | Trưởng ban       | Vladimir Karlov      | Ủy viên dự khuyết Trung ương Đảng                      | 5/1976-1/1981  | từ 10/1976 là ủy viên Trung ương Đảng                                     |
| Ban Văn hóa Trung ương Đảng                                                                  | Trưởng ban       | Vasily Shauro        | Ủy viên dự khuyết Trung ương Đảng                      | 3/1976-3/1981  |                                                                           |
| Viện chủ nghĩa Mác-Lênin Trung ương Đảng                                                     | Viện trưởng      | Anatoly Yegorov      | Ủy viên Trung ương Đảng                                | 3/1976-3/1981  |                                                                           |
| Ban Tổng hợp Trung ương Đảng                                                                 | Trưởng ban       | Konstantin Chernenko | Bí thư Trung ương Đảng                                 | 3/1976-3/1981  | Ủy viên dự khuyết Bộ Chính trị từ 3/1977; ủy viên Bộ Chính trị từ 11/1978 |
| Ban Xây dựng Trung ương Đảng                                                                 | Trưởng ban       | Ivan Dmitriev        |                                                        | 3/1976-3/1981  |                                                                           |
| Ban Công nghiệp Quốc phòng Trung ương Đảng                                                   | Trưởng ban       | Ivan Serbin          | Ủy viên dự khuyết Trung ương Đảng                      | 3/1976-2/1981  | Mất khi đang tại nhiệm                                                    |
| Ban Công nghiệp Quốc phòng Trung ương Đảng                                                   | Trưởng ban       | Igor Dmitriev        |                                                        | 3/1981         |                                                                           |
| Ban Tuyên truyền Đối ngoại Trung ương Đảng                                                   | Trưởng ban       | Leonid Zamyatin      | Ủy viên Trung ương Đảng                                | 2/1978-3/1981  | Ban thành lập mới                                                         |
| Ban Điện tín Trung ương Đảng                                                                 | Trưởng ban       | Boris Yakovlev       |                                                        | 12/1978-3/1981 | Ban thành lập mới                                                         |
| Ban Kỹ thuật Nông nghiệp Trung ương Đảng                                                     | Trưởng ban       | Ivan Sakhnyuk        | Ủy viên Trung ương Đảng                                | 5/1980-3/1981  | Ban thành lập mới                                                         |

## Ủy viên Trung ương Đảng
| - Ủy viên Bộ Chính trị - Bí thư Trung ương Đảng - Ủy viên Dự khuyết Bộ Chính trị | - Ủy viên Trung ương Đảng - Ủy viên Dự khuyết Trung ương Đảng |

| STT | Họ tên (sinh-mất)                        | Chức vụ khi được bầu                                                      | Chức vụ khi được bầu | Chức vụ                                          | Chức vụ | Chức vụ        | Ghi chú                                                                    |
| STT | Họ tên (sinh-mất)                        | Chức vụ khi được bầu                                                      | Chức vụ khi được bầu | Chức vụ                                          | Chức vụ | Nhiệm kỳ       | Ghi chú                                                                    |
| --- | ---------------------------------------- | ------------------------------------------------------------------------- | --- | ------------------------------------------------ | --- | -------------- | -------------------------------------------------------------------------- |
| 1   | Pyotr Abrasimov (1912–2009)              |                                                                           | Đại sứ đặc mệnh toàn quyền Liên Xô tại Cộng hòa Dân chủ Đức |                                                  | Đại sứ đặc mệnh toàn quyền Liên Xô tại Cộng hòa Dân chủ Đức | 3/1976-3/1981  |                                                                            |
| 2   | Stepan Avramenko (1918–2010)             |                                                                           | Bí thư thứ nhất Tỉnh ủy Amur Đảng Cộng sản Liên Xô |                                                  | Bí thư thứ nhất Tỉnh ủy Amur Đảng Cộng sản Liên Xô | 3/1976-3/1981  |                                                                            |
| 3   | Aleksandr Aksyonov (1924–2009)           |                                                                           | Bí thư thứ hai Trung ương Đảng Cộng sản Belarus |                                                  | Chủ tịch Hội đồng Bộ trưởng Belarus | 11/1978-3/1981 |                                                                            |
| 4   | Vasily Akulintsev (1916–1993)            |                                                                           | Bí thư thứ nhất Tỉnh ủy Karagandy Đảng Cộng sản Kazakhstan |                                                  | Cố vấn Ban Luyện kim Hội đồng Tương trợ Kinh tế | 8/1979-3/1981  |                                                                            |
| 5   | Anatoly Alexandrov (1903–1994)           |                                                                           | Chủ tịch Viện Hàn lâm Khoa học Liên Xô |                                                  | Chủ tịch Viện Hàn lâm Khoa học Liên Xô | 3/1976-3/1981  |                                                                            |
| 6   | Pyotr Alekseyev (1913–1999)              |                                                                           | Tổng Biên tập báo Nước Nga Xô Viết |                                                  | Tổng Biên tập báo Izvestia | 3/1976-3/1981  |                                                                            |
| 7   | Yevgeny Alekseyevsky (1906–1979)         |                                                                           | Bộ trưởng Bộ Khai hoang và Thủy lợi Liên Xô |                                                  | Bộ trưởng Bộ Khai hoang và Thủy lợi Liên Xô | 3/1976-1/1979  | Mất khi đang tại nhiệm                                                     |
| 8   | Heydar Aliyev (1923–2003)                |                                                                           | Bí thư thứ nhất Trung ương Đảng Cộng sản Azerbaijan |                                                  | Bí thư thứ nhất Trung ương Đảng Cộng sản Azerbaijan | 3/1976-3/1981  |                                                                            |
| 9   | Alexander Altunin (1921–1989)            |                                                                           | Thứ trưởng Bộ Quốc phòng Liên Xô Tư lệnh Lực lượng phòng vệ dân sự |                                                  | Thứ trưởng Bộ Quốc phòng Liên Xô Tư lệnh Lực lượng phòng vệ dân sự                                                                                              | 3/1976-3/1981  |                                                                            |
| 10  | Yuri Andropov (1914–1984)                |                                                                           | Chủ tịch Ủy ban An ninh Nhà nước Liên Xô |                                                  | Chủ tịch Ủy ban An ninh Nhà nước Liên Xô | 3/1976-3/1981  |                                                                            |
| 11  | Aleksey Antonov (1912–2010)              |                                                                           | Bộ trưởng Bộ Công nghiệp Kỹ thuật Điện Liên Xô |                                                  | Phó Chủ tịch Hội đồng Bộ trưởng Liên Xô | 12/1980-3/1981 |                                                                            |
| 12  | Sergey Antonov (1911–1987)               |                                                                           | Bộ trưởng Bộ Công nghiệp Sản phẩm Thịt và Sữa |                                                  | Bộ trưởng Bộ Công nghiệp Sản phẩm Thịt và Sữa | 3/1976-3/1981  |                                                                            |
| 13  | Boris Aristov (sinh 1925)                |                                                                           | Bí thư thứ nhất Thành ủy Leningrad Đảng Cộng sản Liên Xô |                                                  | Đại sứ đặc mệnh toàn quyền Liên Xô tại Ba Lan | 5/1978-3/1981  |                                                                            |
| 14  | Ivan Arkhipov (1907–1998)                |                                                                           | Phó Chủ tịch Hội đồng Bộ trưởng Liên Xô |                                                  | Phó Chủ tịch thứ nhất Hội đồng Bộ trưởng Liên Xô | 10/1980-3/1981 |                                                                            |
| 15  | Asanbay Askarov (1922–2001)              |                                                                           | Bí thư thứ nhất Tỉnh ủy Alma-Ata Đảng Cộng sản Kazakhstan |                                                  | Bí thư thứ nhất Tỉnh ủy Chimkent Đảng Cộng sản Kazakhstan | 4/1978-3/1981  |                                                                            |
| 16  | Yerkin Auyelbekov (1930–1999)            |                                                                           | Bí thư thứ nhất Tỉnh ủy Kokchetav của Đảng Cộng sản Kazakhstan |                                                  | Bí thư thứ nhất của Khu ủy Torgay Đảng Cộng sản Kazakhstan | 1/1978-3/1981  |                                                                            |
| 17  | Viktor Afanasyev (1922–1994)             |                                                                           | Tổng biên tập của tờ báo Pravda |                                                  | Tổng biên tập của tờ báo Pravda | 3/1976-3/1981  |                                                                            |
| 18  | Sergey Afanasyev (1918–2001)             |                                                                           | Bộ trưởng Bộ Máy móc tổng hợp Liên Xô |                                                  | Bộ trưởng Bộ Máy móc tổng hợp Liên Xô | 3/1976-3/1981  |                                                                            |
| 19  | Bayken Ashimov (1917–2010)               |                                                                           | Chủ tịch Hội đồng Bộ trưởng Kazakhstan Xô |                                                  | Chủ tịch Hội đồng Bộ trưởng Kazakhstan Xô | 3/1976-3/1981  |                                                                            |
| 20  | Ivan Bagramyan (1897–1982)               |                                                                           | Tổng Thanh tra Nhóm Tổng Thanh tra Bộ Quốc phòng Liên Xô |                                                  | Tổng Thanh tra Nhóm Tổng Thanh tra Bộ Quốc phòng Liên Xô | 3/1976-3/1981  |                                                                            |
| 21  | Vladimir Bazovsky (1917–1993)            |                                                                           | Đại sứ Liên Xô tại Bulgaria |                                                  | Phó trưởng ban thứ nhất Ban công tác đại diện ngoại giao và xuất cảnh Trung ương Đảng Cộng sản Liên Xô                                                          | 3/1979-3/1981  |                                                                            |
| 22  | Nikolai Baibakov (1911–2008)             |                                                                           | Phó Chủ tịch Hội đồng Bộ trưởng Liên Xô Chủ tịch Ủy ban Kế hoạch Nhà nước Liên Xô |                                                  | Phó Chủ tịch Hội đồng Bộ trưởng Liên Xô Chủ tịch Ủy ban Kế hoạch Nhà nước Liên Xô                                                                               | 3/1976-3/1981  |                                                                            |
| 23  | Boris Bakin (1913–1992)                  |                                                                           | Bộ trưởng Bộ Công trình và Xây dựng Đặc biệt Liên Xô |                                                  | Bộ trưởng Bộ Công trình và Xây dựng Đặc biệt Liên Xô | 3/1976-3/1981  |                                                                            |
| 24  | Yuri Balandin (1925–2004)                |                                                                           | Bí thư thứ nhất Tỉnh ủy Kostroma Đảng Cộng sản Liên Xô |                                                  | Bí thư thứ nhất Tỉnh ủy Kostroma Đảng Cộng sản Liên Xô | 3/1976-3/1981  |                                                                            |
| 25  | Nikolai Bannikov (1914–2004)             |                                                                           | Bí thư thứ nhất Tỉnh ủy Irkutsk Đảng Cộng sản Liên Xô |                                                  | Bí thư thứ nhất Tỉnh ủy Irkutsk Đảng Cộng sản Liên Xô | 3/1976-3/1981  |                                                                            |
| 26  | Pavel Batitsky (1910–1984)               |                                                                           | Tổng tư lệnh Lực lượng phòng không Liên Xô, Thứ trưởng Bộ Quốc phòng Liên Xô |                                                  | Tổng Thanh tra Nhóm Tổng Thanh tra Bộ Quốc phòng Liên Xô | 7/1978-3/1981  |                                                                            |
| 27  | Vyacheslav Bakhirev (1916–1991)          |                                                                           | Bộ trưởng Bộ Kỹ thuật Cơ giới Liên Xô |                                                  | Bộ trưởng Bộ Kỹ thuật Cơ giới Liên Xô | 3/1976-3/1981  |                                                                            |
| 28  | Khasan Bekturganov (1922–1987)           |                                                                           | Bí thư thứ nhất Tỉnh ủy Dzhambul Đảng Cộng sản Kazakhstan |                                                  | Bí thư thứ nhất Tỉnh ủy Dzhambul Đảng Cộng sản Kazakhstan | 3/1976-3/1981  |                                                                            |
| 29  | Anatoly Berozin (1931–1998)              |                                                                           | Bí thư thứ nhất Khu ủy Moldavia Đảng Cộng sản Liên Xô |                                                  | Bí thư thứ nhất Khu ủy Moldavia Đảng Cộng sản Liên Xô | 3/1976-3/1981  |                                                                            |
| 30  | Ivan Bespalov (1915–2011)                |                                                                           | Bí thư thứ nhất Tỉnh ủy Kirov Đảng Cộng sản Liên Xô |                                                  | Bí thư thứ nhất Tỉnh ủy Kirov Đảng Cộng sản Liên Xô | 3/1976-3/1981  |                                                                            |
| 31  | Boris Beshchev (1903–1981)               |                                                                           | Bộ trưởng Bộ Đường sắt Liên Xô |                                                  | Bộ trưởng Bộ Đường sắt Liên Xô | 3/1976-1/1977  |                                                                            |
| 32  | Alexandra Biryukova (1929–2008)          |                                                                           | Thư ký Hội đồng Trung ương các Công đoàn toàn Liên Xô |                                                  | Thư ký Hội đồng Trung ương các Công đoàn toàn Liên Xô | 3/1976-3/1981  |                                                                            |
| 33  | Aleksandr Bleskov (1922–2006)            |                                                                           | Chủ tịch Hội nông trại tập thể Lenin vùng Stavropol |                                                  | Phó chủ tịch Hội đồng Đại biểu Nhân dân vùng Stavropol | 3/1976-3/1981  |                                                                            |
| 34  | Gennady Bogomyakov (1930-)               |                                                                           | Bí thư thứ nhất Tỉnh ủy Tyum Đảng Cộng sản Liên Xô |                                                  | Bí thư thứ nhất Tỉnh ủy Tyum Đảng Cộng sản Liên Xô | 3/1976-3/1981  |                                                                            |
| 35  | Ivan Bodiul (1918–2013)                  |                                                                           | Bí thư thứ nhất Ban chấp hành Trung ương Đảng cộng sản Moldova |                                                  | Phó Chủ tịch Hội đồng Bộ trưởng Liên Xô | 12/1980-3/1981 |                                                                            |
| 36  | Ivan Bondarenko (1926–2009)              |                                                                           | Bí thư thứ nhất Tỉnh ủy Rostov Đảng Cộng sản Liên Xô |                                                  | Bí thư thứ nhất Tỉnh ủy Rostov Đảng Cộng sản Liên Xô | 3/1976-3/1981  |                                                                            |
| 37  | Nikolai Borisenko (1918–1980)            |                                                                           | Ủy viên Bộ Chính trị Đảng Cộng sản Ukraina |                                                  | ủy viên Bộ Chính trị Trung ương Đảng Cộng sản Ukraine | 3/1976-5/1980  | Mất khi đang tại nhiệm                                                     |
| 38  | Andrei Borodin (1912–1984)               |                                                                           | Bí thư thứ nhất Tỉnh ủy Kustanai Đảng cộng sản Kazakhstan |                                                  | Bí thư thứ nhất Tỉnh ủy Kustanai Đảng cộng sản Kazakhstan | 12/1980-3/1981 |                                                                            |
| 39  | Pavel Borodin (1911–1998)                |                                                                           | Tổng giám đốc hiệp hội sản xuất xe hơi Liên Xô |                                                  | Tổng giám đốc hiệp hội sản xuất xe hơi Liên Xô | 3/1976-3/1981  |                                                                            |
| 40  | Aleksandr Botvin (1918–1998)             |                                                                           | Bí thư thứ nhất Thành ủy Kiev Đảng Cộng sản Ukraine |                                                  | Đại sứ đặc mệnh toàn quyền Liên Xô tại Tiệp Khắc | 2/1980-3/1981  |                                                                            |
| 41  | Boris Bratchenko (1912–2004)             |                                                                           | Bộ trưởng Bộ Công nghiệp Than Liên Xô |                                                  | Bộ trưởng Bộ Công nghiệp Than Liên Xô | 3/1976-3/1981  |                                                                            |
| 42  | Leonid Brezhnev (1906–1982)              |                                                                           | Tổng Bí thư Trung ương Đảng Cộng sản Liên Xô |                                                  | Tổng Bí thư Trung ương Đảng Cộng sản Liên Xô Chủ tịch Đoàn Chủ tịch Xô viết Tối cao Liên Xô                                                                     | 6/1977-3/1981  |                                                                            |
| 43  | Konstantin Brekhov (1907–1994)           |                                                                           | Bộ trưởng Bộ Kỹ thuật Hóa học và Dầu khí Liên Xô |                                                  | Bộ trưởng Bộ Kỹ thuật Hóa học và Dầu khí Liên Xô | 3/1976-3/1981  |                                                                            |
| 44  | Boris Bugayev (1923–2007)                |                                                                           | Bộ trưởng Bộ Hàng không Dân dụng Liên Xô |                                                  | Bộ trưởng Bộ Hàng không Dân dụng Liên Xô | 3/1976-3/1981  |                                                                            |
| 45  | Aleksandr Bulgakov (1907–1996)           |                                                                           | Chủ nhiệm Ủy ban Giáo dục chuyên nghiệp và kỹ thuật Nhà nước Hội đồng Bộ trưởng Liên Xô |                                                  | Chủ nhiệm Ủy ban Giáo dục chuyên nghiệp và kỹ thuật Nhà nước Hội đồng Bộ trưởng Liên Xô                                                                         | 3/1976-3/1981  |                                                                            |
| 46  | Boris Butoma (1907–1976)                 |                                                                           | Bộ trưởng Công nghiệp đóng tàu Liên Xô |                                                  | Bộ trưởng Công nghiệp đóng tàu Liên Xô | 3/1976-7/1976  | Mất khi đang tại nhiệm                                                     |
| 47  | Arthur Vader (1920–1978)                 |                                                                           | Phó Chủ tịch Đoàn Chủ tịch Xô Viết Tối cao Liên Xô, Chủ tịch Đoàn Chủ tịch Xô Viết Tối cao Estonia Xô |                                                  | Phó Chủ tịch Đoàn Chủ tịch Xô Viết Tối cao Liên Xô, Chủ tịch Đoàn Chủ tịch Xô Viết Tối cao Estonia Xô                                                           | 3/1976-5/1978  |                                                                            |
| 48  | Nikolay Vasilyev (1916–2011)             |                                                                           | Phó Chủ tịch thứ nhất Hội đồng Bộ trưởng Nga Xô |                                                  | Bộ trưởng Bộ Khai hoang và Thủy lợi Liên Xô | 4/1979-3/1981  |                                                                            |
| 49  | Aleksey Vatchenko (1914–1984)            |                                                                           | Bí thư thứ nhất Tỉnh ủy Dnipropetrovsk Đảng Cộng sản Ukraine |                                                  | Chủ tịch Đoàn Chủ tịch Xô viết Tối cao Ukraine Xô | 6/1976-3/1981  |                                                                            |
| 50  | Grigory Vashchenko (1920–1990)           |                                                                           | Phó Chủ tịch thứ nhất Hội đồng Bộ trưởng Ukraine Xô |                                                  | Phó Chủ tịch thứ nhất Hội đồng Bộ trưởng Ukraine Xô | 3/1976-3/1981  |                                                                            |
| 51  | Aleksey Viktorov (1917–)                 |                                                                           | Thư ký Hội đồng Trung ương các Công đoàn toàn Liên Xô |                                                  | Thư ký Hội đồng Trung ương các Công đoàn toàn Liên Xô | 3/1976-3/1981  |                                                                            |
| 52  | Mikhail Voropayev (1919–2009)            |                                                                           | Bí thư thứ nhất Tỉnh ủy Chelyabinsk Đảng Cộng sản Liên Xô |                                                  | Bí thư thứ nhất Tỉnh ủy Chelyabinsk Đảng Cộng sản Liên Xô | 3/1976-3/1981  |                                                                            |
| 53  | Vitaly Vorotnikov (1926–2012)            |                                                                           | Phó Chủ tịch thứ nhất Hội đồng Bộ trưởng Nga Xô |                                                  | Đại sứ đặc mệnh toàn quyền Liên Xô tại Cuba | 4/1979-3/1981  |                                                                            |
| 54  | Augusts Voss (1916–1994)                 |                                                                           | Bí thư thứ nhất Trung ương Đảng Cộng sản Latvia |                                                  | Bí thư thứ nhất Trung ương Đảng Cộng sản Latvia | 3/1976-3/1981  |                                                                            |
| 55  | Mikhail Vsevolozhsky (1917–2000)         |                                                                           | Bí thư thứ nhất Tỉnh ủy Zaporizhia Đảng Cộng sản Ukraine |                                                  | Bí thư thứ nhất Tỉnh ủy Zaporizhia Đảng Cộng sản Ukraine | 3/1976-3/1981  |                                                                            |
| 56  | Konstantin Galanshin (1912–2011)         |                                                                           | Bộ trưởng Bộ Công nghiệp giấy và bột giấy |                                                  | Bộ trưởng Bộ Công nghiệp giấy và bột giấy | 3/1976-10/1980 |                                                                            |
| 57  | Dmitry Galkin (1926-2014)                |                                                                           | Giám đốc Nhà máy luyện kim Magnitogorsk |                                                  | Thứ trưởng Bộ Luyện kim sắt Liên Xô | 2/1979-3/1981  |                                                                            |
| 58  | Mukhammednazar Gapurov (1922–1999)       |                                                                           | Bí thư thứ nhất Trung ương Đảng cộng sản Turkmenistan |                                                  | Bí thư thứ nhất Trung ương Đảng cộng sản Turkmenistan | 3/1976-3/1981  |                                                                            |
| 59  | Vasily Garbuzov (1911–1985)              |                                                                           | Bộ trưởng Bộ Tài chính Liên Xô |                                                  | Bộ trưởng Bộ Tài chính Liên Xô | 3/1976-3/1981  |                                                                            |
| 60  | Alexander Georgiev (1913–1976)           |                                                                           | Bí thư thứ nhất Khu ủy Altai Đảng Cộng sản Liên Xô |                                                  | Bí thư thứ nhất Khu ủy Altai Đảng Cộng sản Liên Xô | 3/1976-4/1976  | Mất khi đang tại nhiệm                                                     |
| 61  | Valentin Glushko (1908–1989)             |                                                                           | Chủ tịch Tập đoàn tên lửa vũ trụ Energia |                                                  | Chủ tịch Tập đoàn tên lửa vũ trụ Energia | 3/1976-3/1981  |                                                                            |
| 62  | Nikolai Goldin (1910–2001)               |                                                                           | Bộ trưởng Bộ Xây dựng Công nghiệp nặng |                                                  | Bộ trưởng Bộ Xây dựng Công nghiệp nặng | 3/1976-3/1981  |                                                                            |
| 63  | Boris Goncharenko (1927–1999)            |                                                                           | Bí thư thứ nhất Tỉnh ủy Voroshilovgrad Đảng Cộng sản Liên Xô |                                                  | Bí thư thứ nhất Tỉnh ủy Voroshilovgrad Đảng Cộng sản Liên Xô | 3/1976-3/1981  |                                                                            |
| 64  | Grigory Gorban (1932–2000)               |                                                                           | Quản đốc nhà máy luyện kim Azovstal |                                                  | Quản đốc nhà máy luyện kim Azovstal | 3/1976-3/1981  |                                                                            |
| 65  | Mikhail Gorbachev (sinh 1931)            |                                                                           | Bí thư thứ nhất Khu ủy Stavropol Đảng Cộng sản Liên Xô |                                                  | Chủ tịch Ủy ban Lập pháp Xô viết Liên bang Xô viết Tối cao Liên Xô                                                                                              | 12/1978-3/1981 | Bí thư Trung ương Đảng từ 12/1978                                          |
| 65  | Mikhail Gorbachev (sinh 1931)            | Ủy viên dự khuyết Bộ Chính trị từ 11/1979                                 | Bí thư thứ nhất Khu ủy Stavropol Đảng Cộng sản Liên Xô |                                                  | Chủ tịch Ủy ban Lập pháp Xô viết Liên bang Xô viết Tối cao Liên Xô                                                                                              | 12/1978-3/1981 |                                                                            |
| 65  | Mikhail Gorbachev (sinh 1931)            | Ủy viên Bộ Chính trị từ 10/1980                                           | Bí thư thứ nhất Khu ủy Stavropol Đảng Cộng sản Liên Xô |                                                  | Chủ tịch Ủy ban Lập pháp Xô viết Liên bang Xô viết Tối cao Liên Xô                                                                                              | 12/1978-3/1981 |                                                                            |
| 66  | Leonid Gorshkov (1930–1994)              |                                                                           | Bí thư thứ nhất Tỉnh ủy Kemerovo Đảng Cộng sản Liên Xô |                                                  | Bí thư thứ nhất Tỉnh ủy Kemerovo Đảng Cộng sản Liên Xô | 3/1976-3/1981  |                                                                            |
| 67  | Sergey Gorshkov (1910–1988)              |                                                                           | Tổng tư lệnh Lực lượng Hải quân, Thứ trưởng Bộ Quốc phòng Liên Xô |                                                  | Tổng tư lệnh Lực lượng Hải quân, Thứ trưởng Bộ Quốc phòng Liên Xô                                                                                               | 3/1976-3/1981  |                                                                            |
| 68  | Fodor Goryachev (1905–1996)              |                                                                           | Bí thư thứ nhất Tỉnh ủy Novosibirsk Đảng Cộng sản Liên Xô |                                                  | Bí thư thứ nhất Tỉnh ủy Novosibirsk Đảng Cộng sản Liên Xô | 3/1976-12/1978 |                                                                            |
| 69  | Leonid Grekov (1928-2004)                |                                                                           | Bí thư thứ hai Thành ủy Moskva Đảng Cộng sản Liên Xô |                                                  | Bí thư Trung ương Đảng Cộng sản Uzbekistan | 7/1976-3/1981  |                                                                            |
| 70  | Andrei Grechko (1903–1976)               |                                                                           | Bộ trưởng Bộ Quốc phòng Liên Xô |                                                  | Bộ trưởng Bộ Quốc phòng Liên Xô | 3/1976-4/1976  | Mất khi đang tại nhiệm                                                     |
| 71  | Viktor Grishin (1914–1992)               |                                                                           | Bí thư thứ nhất Thành ủy Moscow |                                                  | Bí thư thứ nhất Thành ủy Moscow | 3/1976-3/1981  |                                                                            |
| 72  | Petras Griškevičius (1924–1987)          |                                                                           | Bí thư thứ hai Đảng Cộng sản Litva |                                                  | Bí thư thứ hai Đảng Cộng sản Litva | 3/1976-3/1981  |                                                                            |
| 73  | Ivan Grishmanov (1906–1979)              |                                                                           | Bộ trưởng Bộ Công nghiệp Vật liệu Xây dựng Liên Xô |                                                  | Bộ trưởng Bộ Công nghiệp Vật liệu Xây dựng Liên Xô | 3/1976-1/1979  | Mất khi đang tại nhiệm                                                     |
| 74  | Andrei Gromyko (1909–1989)               |                                                                           | Bộ trưởng Ngoại giao Liên Xô |                                                  | Bộ trưởng Ngoại giao Liên Xô | 3/1976-3/1981  |                                                                            |
| 75  | Ivan Hrushetsky (1904–1982)              |                                                                           | Phó Chủ tịch Đoàn Chủ tịch Xô Viết Tối cao Liên Xô, Chủ tịch Đoàn Chủ tịch Xô Viết Tối cao Ukraine Xô |                                                  | Phó Chủ tịch Đoàn Chủ tịch Xô Viết Tối cao Liên Xô, Chủ tịch Đoàn Chủ tịch Xô Viết Tối cao Ukraine Xô                                                           | 3/1976-10/1976 |                                                                            |
| 76  | Pavel Grushin (1906–1993)                |                                                                           | Viện sĩ Viện Hàn lâm Khoa học Liên Xô |                                                  | Viện sĩ Viện Hàn lâm Khoa học Liên Xô | 3/1976-3/1981  |                                                                            |
| 77  | Aleksandr Gudkov (1930–1992)             |                                                                           | Bí thư thứ nhất Tỉnh ủy Kursk Đảng Cộng sản Liên Xô |                                                  | Bí thư thứ nhất Tỉnh ủy Kursk Đảng Cộng sản Liên Xô | 3/1976-3/1981  |                                                                            |
| 78  | Timofey Guzhenko (1918–2008)             |                                                                           | Bộ trưởng Bộ Hàng hải Liên Xô |                                                  | Bộ trưởng Bộ Hàng hải Liên Xô | 3/1976-3/1981  |                                                                            |
| 79  | Pyotr Dementev (1907–1977)               |                                                                           | Bộ trưởng Bộ Công nghiệp Hàng không Liên Xô |                                                  | Bộ trưởng Bộ Công nghiệp Hàng không Liên Xô | 3/1976-5/1977  | Mất khi đang tại nhiệm                                                     |
| 80  | Raisa Dementyeva (1925–)                 |                                                                           | Bí thư Ban Bí thư Thành ủy Moskva Đảng Cộng sản Liên Xô |                                                  | Bí thư thứ hai Thành ủy Moskva Đảng Cộng sản Liên Xô | 10/1980-3/1981 |                                                                            |
| 81  | Karen Demirchyan (1932–1999)             |                                                                           | Bí thư thứ nhất Trung ương Đảng Cộng sản Armenia |                                                  | Bí thư thứ nhất Trung ương Đảng Cộng sản Armenia | 3/1976-3/1981  |                                                                            |
| 82  | Pyotr Demichev (1917–2010)               |                                                                           | Bộ trưởng Bộ Văn hóa Liên Xô |                                                  | Bộ trưởng Bộ Văn hóa Liên Xô | 3/1976-3/1981  |                                                                            |
| 83  | Viktor Dobrik (1927-2008)                |                                                                           | Bí thư thứ nhất Tỉnh ủy Lviv Đảng Cộng sản Ukraine |                                                  | Bí thư thứ nhất Tỉnh ủy Lviv Đảng Cộng sản Ukraine | 3/1976-3/1981  |                                                                            |
| 84  | Anatoly Dobrynin (1919–2010)             |                                                                           | Đại sứ đặc mệnh toàn quyền Liên Xô tại Hoa Kỳ |                                                  | Đại sứ đặc mệnh toàn quyền Liên Xô tại Hoa Kỳ | 3/1976-3/1981  |                                                                            |
| 85  | Vasily Doyenin (1909–1977)               |                                                                           | Bộ trưởng Bộ Công nghiệp Thực phẩm, Cơ khí Nhẹ và Thiết bị gia dụng Liên Xô |                                                  | Bộ trưởng Bộ Công nghiệp Thực phẩm, Cơ khí Nhẹ và Thiết bị gia dụng Liên Xô                                                                                     | 3/1976-2/1977  | Mất khi đang tại nhiệm                                                     |
| 86  | Vladimir Dolgikh (sinh 1924)             |                                                                           | Bí thư Trung ương Đảng Cộng sản Liên Xô |                                                  | Trưởng ban Ban Công nghiệp nặng Trung ương Đảng | 5/1976-3/1981  |                                                                            |
| 87  | Vasily Drozdenko (1924–1982)             |                                                                           | Đại sứ đặc mệnh toàn quyền của Liên Xô tại Romania |                                                  | Đại sứ đặc mệnh toàn quyền của Liên Xô tại Romania | 3/1976-3/1981  |                                                                            |
| 88  | Anatoly Drygin (1914–1990)               |                                                                           | Bí thư thứ nhất Tỉnh ủy Vologda Đảng Cộng sản Liên Xô |                                                  | Bí thư thứ nhất Tỉnh ủy Vologda Đảng Cộng sản Liên Xô | 3/1976-3/1981  |                                                                            |
| 89  | Veniamin Dymshitz (1910–1993)            |                                                                           | Phó Chủ tịch Hội đồng Bộ trưởng Liên Xô |                                                  | Phó Chủ tịch Hội đồng Bộ trưởng Liên Xô | 3/1976-3/1981  |                                                                            |
| 90  | Anatoly Yegorov (1920–1997)              |                                                                           | Viện trưởng Viện chủ nghĩa Mác - Lênin Trung ương Đảng Cộng sản Liên Xô |                                                  | Viện trưởng Viện chủ nghĩa Mác - Lênin Trung ương Đảng Cộng sản Liên Xô                                                                                         | 3/1976-3/1981  |                                                                            |
| 91  | Aleksandr Ezhevsky (1915–2017)           |                                                                           | Chủ tịch Hiệp hội Toàn Liên bang về mua bán trong hợp tác xã tập thể và hợp tác xã nhà nước, thiết bị nông nghiệp, phụ tùng, phân khoáng và các phương tiện kỹ thuật và vật liệu, tổ chức sửa chữa và sử dụng máy móc trong các hợp tác xã tập thể và hợp tác xã nhà nước Hội đồng Bộ trưởng Liên Xô |                                                  | Bộ trưởng Bộ Máy kéo và Kỹ thuật Nông nghiệp | 10/1980-3/1981 |                                                                            |
| 92  | Vyacheslav Yelyutin (1907–1993)          |                                                                           | Bộ trưởng Bộ Giáo dục Đại học và Trung học Chuyên nghiệp Liên Xô |                                                  | Bộ trưởng Bộ Giáo dục Đại học và Trung học Chuyên nghiệp Liên Xô                                                                                                | 3/1976-3/1981  |                                                                            |
| 93  | Alexei Yepishev (1908–1985)              |                                                                           | Ủy viên Hội đồng Quốc phòng Liên Xô, Ủy viên Hội đồng Quân sự Tối cao, Chủ nhiệm Tổng cục chính trị Lực lượng Lục Quân và Hải quân Liên Xô |                                                  | Ủy viên Hội đồng Quốc phòng Liên Xô, Ủy viên Hội đồng Quân sự Tối cao, Chủ nhiệm Tổng cục chính trị Lực lượng Lục Quân và Hải quân Liên Xô                      | 3/1976-3/1981  |                                                                            |
| 94  | Lev Yermin (1923–2004)                   |                                                                           | Bí thư thứ nhất Tỉnh ủy Penza Đảng Cộng sản Liên Xô |                                                  | Phó Chủ tịch thứ nhất Hội đồng Bộ trưởng Nga Xô | 11/1979-3/1981 |                                                                            |
| 95  | Vladimir Zhigalin (1907–1990)            |                                                                           | Bộ trưởng Bộ Kỹ thuật Vận tải hạng nặng Liên Xô |                                                  | Bộ trưởng Bộ Kỹ thuật Vận tải hạng nặng Liên Xô | 3/1976-3/1981  |                                                                            |
| 96  | Leonid Zamyatin (sinh 1922)              |                                                                           | Tổng Giám đốc Thông Tấn xã Liên Xô Hội đồng Bộ trưởng Liên Xô |                                                  | Trưởng ban Ban Tuyên truyền Đối ngoại Trung ương Đảng Cộng sản Liên Xô                                                                                          | 2/1978-3/1981  |                                                                            |
| 97  | Sergey Zverev (1912–1978)                |                                                                           | Bộ trưởng Bộ Công nghiệp Quốc phòng |                                                  | Bộ trưởng Bộ Công nghiệp Quốc phòng | 3/1976-12/1978 | Mất khi đang tại nhiệm                                                     |
| 98  | Mikhail Zimyanin (1914–1995)             |                                                                           | Tổng biên tập báo "Pravda" |                                                  | Bí thư Trung ương Đảng Cộng sản Liên Xô | 3/1976-3/1981  |                                                                            |
| 99  | Grigory Zolotukhin (1911–1988)           |                                                                           | Bộ trưởng Bộ Thu mua Liên Xô |                                                  | Bộ trưởng Bộ Thu mua Liên Xô | 3/1976-3/1981  |                                                                            |
| 100 | Maria Ivannikova (1923–)                 |                                                                           | Thợ dệt nhà máy bông Moskva Frunze |                                                  | Thợ dệt nhà máy bông Moskva Frunze | 3/1976-3/1981  |                                                                            |
| 101 | Yevgeni Ivanovski (1918–1991)            |                                                                           | Tổng tư lệnh Tập đoàn quân Liên Xô tại Đức |                                                  | Tư lệnh Quân khu Belarus | 12/1980-3/1981 |                                                                            |
| 102 | Vadim Ignatov (1931–1998)                |                                                                           | Bí thư thứ nhất Tỉnh ủy Voronezh Đảng Cộng sản Liên Xô |                                                  | Bí thư thứ nhất Tỉnh ủy Voronezh Đảng Cộng sản Liên Xô | 3/1976-3/1981  |                                                                            |
| 103 | Vasily Kavun (1928–2009)                 |                                                                           | Chủ tịch Ủy ban chấp hành Xô Viết tỉnh Vinnitsa |                                                  | Bí thư thứ nhất Tỉnh ủy Zhytomyr Đảng Cộng sản Ukraine | 5/1978-3/1981  |                                                                            |
| 104 | Vasily Kazakov (1927–2008)               |                                                                           | Chủ tịch Ủy ban điều hành Hội đồng thành phố Leningrad |                                                  | Phó Chủ tịch Hội đồng Bộ trưởng Nga Xô | 6/1976-3/1981  |                                                                            |
| 105 | Ivan Kazanets (1918–2013)                |                                                                           | Bộ trưởng Bộ Luyện kim sắt Liên Xô |                                                  | Bộ trưởng Bộ Luyện kim sắt Liên Xô | 3/1976-3/1981  |                                                                            |
| 106 | Andrei Kandrenkov (1915–1989)            |                                                                           | Bí thư thứ nhất Tỉnh ủy Kaluga Đảng Cộng sản Liên Xô |                                                  | Bí thư thứ nhất Tỉnh ủy Kaluga Đảng Cộng sản Liên Xô | 3/1976-3/1981  |                                                                            |
| 107 | Ivan Kapitonov (1915–2002)               |                                                                           | Trưởng ban Ban Tổ chức Trung ương Đảng Cộng sản Liên Xô |                                                  | Trưởng ban Ban Tổ chức Trung ương Đảng Cộng sản Liên Xô | 3/1976-3/1981  |                                                                            |
| 108 | Georgy Karavayev (1913–1994)             |                                                                           | Bộ trưởng Bộ Xây dựng Liên Xô |                                                  | Bộ trưởng Bộ Xây dựng Liên Xô | 3/1976-3/1981  |                                                                            |
| 109 | Yevdokiya Karpova (1923–2000)            |                                                                           | Phó Chủ tịch Hội đồng Bộ trưởng Nga Xô |                                                  | Phó Chủ tịch Hội đồng Bộ trưởng Nga Xô | 3/1976-3/1981  |                                                                            |
| 110 | Konstantin Katushev (1927–2010)          |                                                                           | Trưởng ban Ban Quan hệ với các Đảng Cộng sản và Công nhân của các nước Xã hội Chủ nghĩa Trung ương Đảng Cộng sản Liên Xô |                                                  | Phó Chủ tịch Hội đồng Bộ trưởng Liên Xô | 3/1977-3/1981  | Bí thư Trung ương Đảng đến 5/1977                                          |
| 111 | Boris Kachura (1930–2007)                |                                                                           | Bí thư thứ nhất Tỉnh ủy Donetsk Đảng Cộng sản Ukraine |                                                  | Bí thư thứ nhất Tỉnh ủy Donetsk Đảng Cộng sản Ukraine | 3/1976-3/1981  |                                                                            |
| 112 | Mstislav Keldysh (1911–1978)             |                                                                           | Giám đốc Viện Toán học Ứng dụng Viện Hàn lâm Khoa học Liên Xô, Chủ tịch Ủy ban Giải thưởng Lenin và Nhà nước Hội đồng Bộ trưởng Liên Xô |                                                  | Giám đốc Viện Toán học Ứng dụng Viện Hàn lâm Khoa học Liên Xô, Chủ tịch Ủy ban Giải thưởng Lenin và Nhà nước Hội đồng Bộ trưởng Liên Xô                         | 3/1976-6/1978  | Mất khi đang tại nhiệm                                                     |
| 113 | Andrei Kirilenko (1906–1990)             |                                                                           | Bí thư Trung ương Đảng Cộng sản Liên Xô |                                                  | Bí thư Trung ương Đảng Cộng sản Liên Xô | 3/1976-3/1981  |                                                                            |
| 113 | Andrei Kirilenko (1906–1990)             |                                                                           | Bí thư Trung ương Đảng Cộng sản Liên Xô |                                                  | Bí thư Trung ương Đảng Cộng sản Liên Xô | 3/1976-3/1981  |                                                                            |
| 114 | Vladimir Kirillin (1913–1999)            |                                                                           | Phó Chủ tịch Hội đồng Bộ trưởng Liên Xô, Chủ nhiệm Ủy ban Khoa học Công nghệ Nhà nước Hội đồng Bộ trưởng Liên Xô |                                                  | Trưởng ban Nhiệt Viện Hàn lâm Khoa học Liên Xô | 1/1980-3/1981  |                                                                            |
| 115 | Ivan Kiselov (1917–2004)                 |                                                                           | Tổng giám đốc Nhà máy Ô tô Gorky |                                                  | Tổng giám đốc Nhà máy Ô tô Gorky | 3/1976-3/1981  |                                                                            |
| 116 | Tikhon Kiselyov (1917–1983)              |                                                                           | Chủ tịch Hội đồng Bộ trưởng Byelorussia Xô |                                                  | Phó Chủ tịch Hội đồng Bộ trưởng Liên Xô | 5/1978-10/1980 |                                                                            |
| 116 | Tikhon Kiselyov (1917–1983)              |                                                                           | Chủ tịch Hội đồng Bộ trưởng Byelorussia Xô | Bí thư thứ nhất Trung ương Đảng Cộng sản Belarus | 10/1980-3/1981 |                |                                                                            |
| 117 | Mikhail Klepikov (1927–1999)             |                                                                           | Quản đốc Trang trại tập thể Kuban |                                                  | Quản đốc Trang trại tập thể Kuban | 3/1976-3/1981  |                                                                            |
| 118 | Ivan Klimenko (1921–2006)                |                                                                           | Bí thư thứ nhất Tỉnh ủy Smolensk Đảng Cộng sản Liên Xô |                                                  | Bí thư thứ nhất Tỉnh ủy Smolensk Đảng Cộng sản Liên Xô | 3/1976-3/1981  |                                                                            |
| 119 | Yevgeny Klimchenko (1924–1989)           |                                                                           | Công nhân Nhà máy máy kéo Minsk |                                                  | Công nhân Nhà máy máy kéo Minsk | 3/1976-3/1981  |                                                                            |
| 120 | Vladimir Klyuyev (1924–1998)             |                                                                           | Bí thư thứ nhất Tỉnh ủy Ivanovo Đảng Cộng sản Liên Xô |                                                  | Bí thư thứ nhất Tỉnh ủy Ivanovo Đảng Cộng sản Liên Xô | 3/1976-3/1981  |                                                                            |
| 121 | Filipp Knyazev (1916–1994)               |                                                                           | Bí thư thứ nhất Tỉnh ủy Kurgan Đảng Cộng sản Liên Xô |                                                  | Bí thư thứ nhất Tỉnh ủy Kurgan Đảng Cộng sản Liên Xô | 3/1976-3/1981  |                                                                            |
| 122 | Alexander Kovalenko (1909–1987)          |                                                                           | Bí thư thứ nhất Tỉnh ủy Orenburg Đảng Cộng sản Liên Xô |                                                  | Chủ tịch Ủy ban Nhà nước về Dự trữ Trọng yếu Liên Xô | 12/1980-3/1981 |                                                                            |
| 123 | Nikolai Kozlov (1925–2001)               |                                                                           | Chủ tịch Ủy ban chấp hành Xô Viết Tỉnh Moskva |                                                  | Bộ trưởng Bộ trồng trọt Liên Xô | 12/1980-3/1981 |                                                                            |
| 124 | Pavel Kozyr (1913–1998)                  |                                                                           | Bí thư thứ nhất Tỉnh ủy Odessa Đảng Cộng sản Ukraine |                                                  | Bí thư thứ nhất Tỉnh ủy Odessa Đảng Cộng sản Ukraine | 3/1976-6/1977  |                                                                            |
| 125 | Aleksandr Kokarev (1909–1991)            |                                                                           | Tổng cục trưởng Tổng cục Dự trữ Vật chất Nhà nước Hội đồng Bộ trưởng |                                                  | Chủ tịch Ủy ban Nhà nước về Dự trữ Trọng yếu Liên Xô | 7/1978-12/1980 |                                                                            |
| 126 | Nikolai Konovalov (1907–1993)            |                                                                           | Bí thư thứ nhất Tỉnh ủy Kaliningrad Đảng Cộng sản Liên Xô |                                                  | Bí thư thứ nhất Tỉnh ủy Kaliningrad Đảng Cộng sản Liên Xô | 3/1976-3/1981  |                                                                            |
| 127 | Boris Konoplov (1919–2008)               |                                                                           | Bí thư thứ nhất Tỉnh ủy Perm Đảng Cộng sản Liên Xô |                                                  | Bí thư thứ nhất Tỉnh ủy Perm Đảng Cộng sản Liên Xô | 3/1976-3/1981  |                                                                            |
| 128 | Vasily Konotop (1916–1995)               |                                                                           | Bí thư thứ nhất Tỉnh ủy Moskva Đảng Cộng sản Liên Xô |                                                  | Bí thư thứ nhất Tỉnh ủy Moskva Đảng Cộng sản Liên Xô | 3/1976-3/1981  |                                                                            |
| 129 | Nikolay Korytkov (1910–2000)             |                                                                           | Bí thư thứ nhất Tỉnh ủy Kalinin Đảng Cộng sản Liên Xô |                                                  | Bí thư thứ nhất Tỉnh ủy Kalinin Đảng Cộng sản Liên Xô | 3/1976-12/1978 |                                                                            |
| 130 | Leonid Kostandov (1915–1984)             |                                                                           | Bộ trưởng Bộ Công nghiệp Hóa học Liên Xô |                                                  | Phó Chủ tịch Hội đồng Bộ trưởng Liên Xô | 11/1980-3/1981 |                                                                            |
| 131 | Anatoly Kostousov (1906–1985)            |                                                                           | Bộ trưởng Bộ Máy Công cụ và Công nghiệp Công cụ Liên Xô |                                                  | Bộ trưởng Bộ Máy Công cụ và Công nghiệp Công cụ Liên Xô | 3/1976-12/1980 |                                                                            |
| 132 | Alexei Kosygin (1904–1980)               |                                                                           | Chủ tịch Hội đồng Bộ trưởng Liên Xô |                                                  | Chủ tịch Hội đồng Bộ trưởng Liên Xô | 3/1976-10/1980 | Mất khi đang tại nhiệm                                                     |
| 133 | Mikhail Krakhmalov (1914–1977)           |                                                                           | Bí thư thứ nhất Tỉnh ủy Bryansk Đảng Cộng sản Liên Xô |                                                  | Bí thư thứ nhất Tỉnh ủy Bryansk Đảng Cộng sản Liên Xô | 3/1976-9/1977  | Mất khi đang tại nhiệm                                                     |
| 134 | Zinaida Kruglova (1923-1995)             |                                                                           | Chủ tịch Đoàn chủ tịch Liên hiệp các hiệp hội hữu nghị và văn hóa Liên Xô với nước ngoài |                                                  | Chủ tịch Đoàn chủ tịch Liên hiệp các hiệp hội hữu nghị và văn hóa Liên Xô với nước ngoài                                                                        | 3/1976-3/1981  |                                                                            |
| 135 | Nikolay Kruchina (1928–1991)             |                                                                           | Bí thư thứ nhất Tỉnh ủy Tselinograd Đảng Cộng sản Kazakhstan |                                                  | Phó trưởng ban thứ nhất Ban Nông nghiệp Trung ương Đảng Cộng sản Liên Xô                                                                                        | 4/1978-3/1981  |                                                                            |
| 136 | Vasily Kuznetsov (1901–1990)             |                                                                           | Thứ trưởng thứ nhất Bộ Ngoại giao Liên Xô |                                                  | Phó Chủ tịch thứ nhất Đoàn chủ tịch Xô viết tối cao Liên Xô | 7/1977-3/1981  | Ủy viên dự khuyết Bộ Chính trị từ tháng 3/1977                             |
| 137 | Fyodor Kulakov (1918–1978)               |                                                                           | Trưởng ban Ban Nông nghiệp Trung ương Đảng Cộng sản Liên Xô |                                                  | Bí thư Trung ương Đảng Cộng sản Liên Xô | 5/1976-7/1978  | Mất khi đang tại nhiệm                                                     |
| 137 | Fyodor Kulakov (1918–1978)               |                                                                           | Trưởng ban Ban Nông nghiệp Trung ương Đảng Cộng sản Liên Xô |                                                  | Bí thư Trung ương Đảng Cộng sản Liên Xô | 5/1976-7/1978  | Mất khi đang tại nhiệm                                                     |
| 138 | Viktor Kulikov (1921–2013)               |                                                                           | Tổng Tham mưu trưởng Lực lượng Vũ trang Liên Xô, Thứ trưởng thứ nhất Bộ Quốc phòng Liên Xô |                                                  | Tổng Tham mưu trưởng Lực lượng Vũ trang Liên Xô, Thứ trưởng thứ nhất Bộ Quốc phòng Liên Xô                                                                      | 3/1976-3/1981  |                                                                            |
| 139 | Leonid Kulichenko (1913–1990)            |                                                                           | Bí thư thứ nhất Tỉnh ủy Volgograd |                                                  | Bí thư thứ nhất Tỉnh ủy Volgograd | 3/1976-3/1981  |                                                                            |
| 140 | Dinmukhamed Konayev (1912–1993)          |                                                                           | Bí thư thứ nhất Trung ương Đảng cộng sản Kazakhstan |                                                  | Bí thư thứ nhất Trung ương Đảng cộng sản Kazakhstan | 3/1976-3/1981  |                                                                            |
| 141 | Semyon Kurkotkin (1917–1990)             |                                                                           | Thứ trưởng Bộ Quốc phòng Liên Xô |                                                  | Thứ trưởng Bộ Quốc phòng Liên Xô | 3/1976-3/1981  |                                                                            |
| 142 | Pavel Kutakhov (1914–1984)               |                                                                           | Tổng tư lệnh Lực lượng Không quân Liên Xô |                                                  | Tổng tư lệnh Lực lượng Không quân Liên Xô | 3/1976-3/1981  |                                                                            |
| 143 | Ivan Kebin (1905–1999)                   |                                                                           | Bí thư thứ nhất Trung ương Đảng Cộng sản Estonia |                                                  | Chủ tịch Đoàn chủ tịch Xô viết tối cao Estonia Xô | 7/1978-3/1981  |                                                                            |
| 144 | Sergey Lapin (1912–1990)                 |                                                                           | Chủ tịch Ủy ban Phát thanh và Truyền hình Hội đồng Bộ trưởng Liên Xô |                                                  | Chủ tịch Ủy ban Phát thanh và Truyền hình Hội đồng Bộ trưởng Liên Xô                                                                                            | 3/1976-3/1981  |                                                                            |
| 145 | Voldemar Lein (1920–1987)                |                                                                           | Bộ trưởng Công nghiệp Thực phẩm Liên Xô |                                                  | Bộ trưởng Công nghiệp Thực phẩm Liên Xô | 3/1976-3/1981  |                                                                            |
| 146 | Pavel Leonov (1918–1992)                 |                                                                           | Bí thư thứ nhất Tỉnh ủy Sakhalin Đảng Cộng sản Liên Xô |                                                  | Bí thư thứ nhất Tỉnh ủy Sakhalin Đảng Cộng sản Liên Xô | 3/1976-3/1981  |                                                                            |
| 147 | Mikhail Lesechko (1909–1984)             |                                                                           | Phó Chủ tịch Hội đồng Bộ trưởng Liên Xô |                                                  | Phó Chủ tịch Hội đồng Bộ trưởng Liên Xô | 3/1976-10/1980 |                                                                            |
| 148 | Yegor Ligachev (sinh 1920)               |                                                                           | Bí thư thứ nhất Tỉnh ủy Tomsk Đảng Cộng sản Liên Xô |                                                  | Bí thư thứ nhất Tỉnh ủy Tomsk Đảng Cộng sản Liên Xô | 3/1976-3/1981  |                                                                            |
| 149 | Viktor Lomakin (1926–2012)               |                                                                           | Bí thư thứ nhất Khu ủy Primorsky Đảng Cộng sản Liên Xô |                                                  | Bí thư thứ nhất Khu ủy Primorsky Đảng Cộng sản Liên Xô | 3/1976-3/1981  |                                                                            |
| 150 | Pyotr Lomako (1904–1990)                 |                                                                           | Bộ trưởng Bộ Luyện kim màu Liên Xô |                                                  | Bộ trưởng Bộ Luyện kim màu Liên Xô | 3/1976-3/1981  |                                                                            |
| 151 | Vladimir Lomonosov (1928–1999)           |                                                                           | Bí thư thứ hai Trung ương Đảng Cộng sản Uzbekistan |                                                  | Chủ nhiệm Ủy ban Lao động và Tiền lương Nhà nước Hội đồng Bộ trưởng Liên Xô                                                                                     | 8/1976-3/1981  |                                                                            |
| 152 | Fodor Loshchenkov (1915–2009)            |                                                                           | Bí thư thứ nhất Tỉnh ủy Yaroslavlz Đảng Cộng sản Liên Xô |                                                  | Bí thư thứ nhất Tỉnh ủy Yaroslavlz Đảng Cộng sản Liên Xô | 3/1976-3/1981  |                                                                            |
| 153 | Lydia Lykova (sinh 1913)                 |                                                                           | Phó Chủ tịch Hội đồng Bộ trưởng Nga Xô |                                                  | Phó Chủ tịch Hội đồng Bộ trưởng Nga Xô | 3/1976-3/1981  |                                                                            |
| 154 | Oleksandr Liashko (1915–2002)            |                                                                           | Chủ tịch Hội đồng Bộ trưởng Ukraine Xô |                                                  | Chủ tịch Hội đồng Bộ trưởng Ukraine Xô | 3/1976-3/1981  |                                                                            |
| 155 | Nikolay Lyashchenko (1910–2000)          |                                                                           | Tư lệnh Quân khu Trung Á |                                                  | Tư lệnh Quân khu Trung Á | 3/1976-3/1981  |                                                                            |
| 156 | Kirill Mazurov (1914–1989)               |                                                                           | Phó Chủ tịch thứ nhất Hội đồng Bộ trưởng Liên Xô |                                                  | Phó Chủ tịch thứ nhất Hội đồng Bộ trưởng Liên Xô | 3/1976-10/1978 | Miễn nhiệm Ủy viên Bộ Chính trị từ tháng 11/1978                           |
| 157 | Valentin Makeyev (1930–1999)             |                                                                           | Bí thư Ban Bí thư Thành ủy Moskva Đảng Cộng sản Liên Xô |                                                  | Bí thư thứ hai Thành ủy Moskva Đảng Cộng sản Liên Xô | 4/1977-3/1981  |                                                                            |
| 158 | Viktor Makeyev (1924–1985)               |                                                                           | Viện sĩ Viện Hàn lâm Khoa học Liên Xô |                                                  | Viện sĩ Viện Hàn lâm Khoa học Liên Xô | 3/1976-3/1981  |                                                                            |
| 159 | Viktor Maltsev (1917–2003)               |                                                                           | Đại sứ đặc mệnh toàn quyền Liên Xô tại Ấn Độ |                                                  | Thứ trưởng thứ nhất Bộ Ngoại giao Liên Xô | 12/1977-3/1981 |                                                                            |
| 160 | Sergey Manyakin (1923–2010)              |                                                                           | Bí thư thứ nhất Tỉnh ủy Omsk Đảng Cộng sản Liên Xô |                                                  | Bí thư thứ nhất Tỉnh ủy Omsk Đảng Cộng sản Liên Xô | 3/1976-3/1981  |                                                                            |
| 161 | Valery Marisov (1915–1992)               |                                                                           | Bí thư thứ nhất Khu ủy Udmurt Đảng Cộng sản Liên Xô |                                                  | Bí thư thứ nhất Khu ủy Udmurt Đảng Cộng sản Liên Xô | 3/1976-3/1981  |                                                                            |
| 162 | Georgy Markov (1911–1991)                |                                                                           | Bí thư thứ nhất Hội Nhà văn Liên Xô |                                                  | Bí thư thứ nhất Hội Nhà văn Liên Xô | 3/1976-3/1981  |                                                                            |
| 163 | Nikolay Maslennikov (1921–2013)          |                                                                           | Phó Chủ tịch thứ nhất Hội đồng Bộ trưởng Nga Xô |                                                  | Phó Chủ tịch thứ nhất Hội đồng Bộ trưởng Nga Xô | 3/1976-3/1981  |                                                                            |
| 164 | Nazar Matchanov (1923–2010)              |                                                                           | Chủ tịch Đoàn chủ tịch Xô Viết Tối cao Uzbekistan Xô |                                                  | Chủ tịch Đoàn chủ tịch Xô Viết Tối cao Uzbekistan Xô | 12/1978-3/1981 |                                                                            |
| 165 | Vladimir Matskevich (1909–1998)          |                                                                           | Đại sứ đặc mệnh toàn quyền Liên Xô tại Tiệp Khắc |                                                  | Đại sứ đặc mệnh toàn quyền Liên Xô tại Tiệp Khắc | 3/1976-3/1981  |                                                                            |
| 166 | Pyotr Masherov (1918–1980)               |                                                                           | Bí thư thứ nhất Trung ương Đảng Cộng sản Belarus |                                                  | Bí thư thứ nhất Trung ương Đảng Cộng sản Belarus | 3/1976-10/1980 | Mất khi đang tại nhiệm                                                     |
| 167 | Sergey Medunov (1915–1999)               |                                                                           | Bí thư thứ nhất Tỉnh ủy Krasnodar Đảng Cộng sản Liên Xô |                                                  | Bí thư thứ nhất Tỉnh ủy Krasnodar Đảng Cộng sản Liên Xô | 3/1976-3/1981  |                                                                            |
| 168 | Valentin Mesyats (sinh 1928)             |                                                                           | Bộ trưởng Nông nghiệp Liên Xô |                                                  | Bộ trưởng Nông nghiệp Liên Xô | 3/1976-3/1981  |                                                                            |
| 169 | Fodor Meshkov (1915–1987)                |                                                                           | Bí thư thứ nhất Tỉnh ủy Oryol Đảng Cộng sản Liên Xô |                                                  | Bí thư thứ nhất Tỉnh ủy Oryol Đảng Cộng sản Liên Xô | 3/1976-3/1981  |                                                                            |
| 170 | German Mikhaylov (1929-1999)             |                                                                           | Công nhân Nhà máy chế tạo máy Kharkov V. A. Malysheva Bộ Quốc phòng Liên Xô |                                                  | Công nhân Nhà máy chế tạo máy Kharkov V. A. Malysheva Bộ Quốc phòng Liên Xô                                                                                     | 3/1976-3/1981  |                                                                            |
| 171 | Andrey Modogoyev (1915–1989)             |                                                                           | Bí thư thứ nhất Khu ủy Buryat Đảng Cộng sản Liên Xô |                                                  | Bí thư thứ nhất Khu ủy Buryat Đảng Cộng sản Liên Xô | 3/1976-3/1981  |                                                                            |
| 172 | Ivan Morozov (1924–1987)                 |                                                                           | Bí thư thứ nhất Tỉnh ủy Komi Đảng Cộng sản Liên Xô |                                                  | Bí thư thứ nhất Tỉnh ủy Komi Đảng Cộng sản Liên Xô | 3/1976-3/1981  |                                                                            |
| 173 | Kirill Moskalenko (1902–1985)            |                                                                           | Chánh Thanh tra Bộ Quốc phòng Liên Xô - Thứ trưởng Bộ Quốc phòng Liên Xô |                                                  | Chánh Thanh tra Bộ Quốc phòng Liên Xô - Thứ trưởng Bộ Quốc phòng Liên Xô                                                                                        | 3/1976-3/1981  |                                                                            |
| 174 | Mirzamakhmud Musakhanov (1912–1995)      |                                                                           | Bí thư thứ nhất Tỉnh ủy Tashkent Đảng Cộng sản Uzbekistan |                                                  | Bí thư thứ nhất Tỉnh ủy Tashkent Đảng Cộng sản Uzbekistan | 3/1976-3/1981  |                                                                            |
| 175 | Pyotr Neporozhniy (1910–1999)            |                                                                           | Bộ trưởng Bộ Năng lượng và Điện khí hóa Liên Xô |                                                  | Bộ trưởng Bộ Năng lượng và Điện khí hóa Liên Xô | 3/1976-3/1981  |                                                                            |
| 176 | Valentina Tereshkova (1937-)             |                                                                           | Chủ tịch Ủy ban Phụ nữ Xô Viết Liên Xô |                                                  | Chủ tịch Ủy ban Phụ nữ Xô Viết Liên Xô | 3/1976-3/1981  |                                                                            |
| 177 | Viktor Nikonov (1929–1993)               |                                                                           | Bí thư thứ nhất Tỉnh ủy Mari Đảng Cộng sản Liên Xô |                                                  | Bí thư thứ nhất Tỉnh ủy Mari Đảng Cộng sản Liên Xô | 3/1976-3/1981  |                                                                            |
| 178 | Sabir Niyazbekov (1912–1989)             |                                                                           | Chủ tịch Đoàn Chủ tịch Xô viết Tối cao Kazakhstan Xô |                                                  | Chủ tịch Đoàn Chủ tịch Xô viết Tối cao Kazakhstan Xô | 3/1976-12/1978 |                                                                            |
| 179 | Vladimir Novikov (1907–2000)             |                                                                           | Phó Chủ tịch Hội đồng Bộ trưởng Liên Xô |                                                  | Phó Chủ tịch Hội đồng Bộ trưởng Liên Xô | 3/1976-12/1980 |                                                                            |
| 180 | Ignaty Novikov (1907–1993)               |                                                                           | Phó Chủ tịch Hội đồng Bộ trưởng Liên Xô, Chủ nhiệm Ủy ban Xây dựng Nhà nước Hội đồng Bộ trưởng Liên Xô |                                                  | Phó Chủ tịch Hội đồng Bộ trưởng Liên Xô, Chủ nhiệm Ủy ban Xây dựng Nhà nước Hội đồng Bộ trưởng Liên Xô, Chủ tịch Ủy ban Tổ chức Thế vận hội Olympic XXII Moskva | 3/1976-3/1981  |                                                                            |
| 181 | Ziya Nuriyev (1915–2012)                 |                                                                           | Phó Chủ tịch Hội đồng Bộ trưởng Liên Xô |                                                  | Phó Chủ tịch Hội đồng Bộ trưởng Liên Xô | 3/1976-3/1981  |                                                                            |
| 182 | Nikolai Ogarkov (1917–1994)              |                                                                           | Thứ trưởng Bộ Quốc phòng Liên Xô, Chủ tịch Ủy ban Kỹ thuật Nhà nước Liên Xô |                                                  | Tổng Tham mưu trưởng Lực lượng vũ trang Liên Xô - Thứ trưởng thứ nhất Bộ Quốc phòng Liên Xô                                                                     | 1/1977-3/1981  |                                                                            |
| 183 | Vladimir Orlov (1921–1999)               |                                                                           | Bí thư thứ nhất Tỉnh ủy Kuibyshev Đảng Cộng sản Liên Xô |                                                  | Phó Chủ tịch Hội đồng Bộ trưởng Nga Xô | 11/1979-3/1981 |                                                                            |
| 184 | Vladimir Pavlov (1923–1998)              |                                                                           | Đại sứ đặc mệnh toàn quyền Liên Xô tại Hungary |                                                  | Đại sứ đặc mệnh toàn quyền Liên Xô tại Hungary | 3/1976-3/1981  |                                                                            |
| 185 | Georgy Pavlov (1910–1991)                |                                                                           | Trưởng ban Ban Công tác Trung ương Đảng Cộng sản Liên Xô |                                                  | Trưởng ban Ban Công tác Trung ương Đảng Cộng sản Liên Xô | 3/1976-3/1981  |                                                                            |
| 186 | Grigory Pavlov (1913–1994)               |                                                                           | Bí thư thứ nhất của Khu ủy Lipetsk Đảng Cộng sản Liên Xô |                                                  | Bí thư thứ nhất của Khu ủy Lipetsk Đảng Cộng sản Liên Xô | 3/1976-3/1981  |                                                                            |
| 187 | Ivan Pavlovsky (1909–1999)               |                                                                           | Thứ trưởng Bộ Quốc phòng Liên Xô, Tổng Tư lệnh Lực lượng Lục quân Liên Xô |                                                  | Cố vấn thanh tra quân sự Nhóm Tổng Thanh tra Bộ Quốc phòng Liên Xô                                                                                              | 7/1980-3/1981  |                                                                            |
| 188 | Nikolai Patolichev (1908–1989)           |                                                                           | Bộ trưởng Ngoại thương Liên Xô |                                                  | Bộ trưởng Ngoại thương Liên Xô | 3/1976-3/1981  |                                                                            |
| 189 | Borys Paton (sinh 1918)                  |                                                                           | Chủ tịch Viện Hàn lâm Khoa học Quốc gia Ukraine |                                                  | Chủ tịch Viện Hàn lâm Khoa học Quốc gia Ukraine | 3/1976-3/1981  |                                                                            |
| 190 | Nikolay Pegov (1905–1991)                |                                                                           | Trưởng ban Ban công tác đại diện ngoại giao và xuất cảnh Trung ương Đảng Cộng sản Liên Xô |                                                  | Trưởng ban Ban công tác đại diện ngoại giao và xuất cảnh Trung ương Đảng Cộng sản Liên Xô                                                                       | 3/1976-3/1981  |                                                                            |
| 191 | Arvīds Pelše (1899–1983)                 |                                                                           | Chủ tịch Ủy ban kiểm tra Trung ương Đảng Cộng sản Liên Xô |                                                  | Chủ tịch Ủy ban kiểm tra Trung ương Đảng Cộng sản Liên Xô | 3/1976-3/1981  |                                                                            |
| 192 | Vasily Petrov (1917–2004)                |                                                                           | Tư lệnh Quân khu Viễn Đông |                                                  | Phó Tổng tư lệnh Lực lượng Lục quân Liên Xô | 3/1976-12/1978 |                                                                            |
| 192 | Vasily Petrov (1917–2004)                | Tổng Tư lệnh Bộ Tổng tư lệnh Viễn Đông                                    | Tư lệnh Quân khu Viễn Đông | 12/1978-11/1980                                  | |                |                                                                            |
| 192 | Vasily Petrov (1917–2004)                | Thứ trưởng Bộ Quốc phòng Liên Xô, Tổng Tư lệnh Lực lượng Lục quân Liên Xô | Tư lệnh Quân khu Viễn Đông | 11/1980-3/1981                                   | |                |                                                                            |
| 193 | Stanislav Pilotovich (1922–1986)         |                                                                           | Đại sứ đặc mệnh toàn quyền Liên Xô tại Ba Lan |                                                  | Phó Chủ tịch Hội đồng Bộ trưởng Belarus Xô | 3/1976-3/1981  |                                                                            |
| 194 | Pyotr Pogrebnyak (1928–1980)             |                                                                           | Ủy viên dự khuyết Bộ Chính trị Đảng Cộng sản Ukraine, Phó chủ tịch thứ nhất Hội đồng Bộ trưởng Ukraine Xô |                                                  | Ủy viên Bộ Chính trị Đảng Cộng sản Ukraine, Phó chủ tịch thứ nhất Hội đồng Bộ trưởng Ukraine Xô                                                                 | 10/1976-2/1980 |                                                                            |
| 195 | Nikolai Podgorny (1903–1983)             |                                                                           | Chủ tịch Đoàn chủ tịch Xô Viết Tối cao Liên Xô |                                                  | Chủ tịch Đoàn chủ tịch Xô Viết Tối cao Liên Xô | 3/1976-6/1977  | Miễn nhiệm Ủy viên Bộ Chính trị                                            |
| 196 | Ivan Polyakov (1914–2004)                |                                                                           | Bí thư thứ nhất Tỉnh ủy Minsk Đảng cộng sản Belarus |                                                  | Chủ tịch Đoàn Chủ tịch Xô viết Tối cao Belarus Xô | 2/1977-3/1981  |                                                                            |
| 197 | Dmitry Polyansky (1917–2001)             |                                                                           | Bộ trưởng Bộ Nông nghiệp Liên Xô |                                                  | Đại sứ đặc mệnh toàn quyền Liên Xô tại Nhật Bản | 4/1976-3/1981  |                                                                            |
| 198 | Boris Ponomarev (1905–1995)              |                                                                           | Trưởng ban Ban Quốc tế Trung ương Đảng Cộng sản Liên Xô về đối ngoại với Đảng Cộng sản tại các nước tư bản |                                                  | Trưởng ban Ban Quốc tế Trung ương Đảng Cộng sản Liên Xô về đối ngoại với Đảng Cộng sản tại các nước tư bản                                                      | 3/1976-3/1981  |                                                                            |
| 198 | Boris Ponomarev (1905–1995)              |                                                                           | Trưởng ban Ban Quốc tế Trung ương Đảng Cộng sản Liên Xô về đối ngoại với Đảng Cộng sản tại các nước tư bản |                                                  | Trưởng ban Ban Quốc tế Trung ương Đảng Cộng sản Liên Xô về đối ngoại với Đảng Cộng sản tại các nước tư bản                                                      | 3/1976-3/1981  |                                                                            |
| 199 | Mikhail Ponomarev (1918–2001)            |                                                                           | Bí thư thứ nhất Khu ủy Vladimirskaya Đảng Cộng sản Liên Xô |                                                  | Bí thư thứ nhất Khu ủy Vladimirskaya Đảng Cộng sản Liên Xô | 3/1976-3/1981  |                                                                            |
| 200 | Boris Popov (1909–1993)                  |                                                                           | Bí thư thứ nhất Tỉnh ủy Arkhangelsk Đảng Cộng sản Liên Xô |                                                  | Bí thư thứ nhất Tỉnh ủy Arkhangelsk Đảng Cộng sản Liên Xô | 3/1976-3/1981  |                                                                            |
| 201 | Maria Popova (sinh 1928)                 |                                                                           | Nhân viên điều hành cần cẩu cảng thương mại biển Nakhodka |                                                  | Nhân viên điều hành cần cẩu cảng thương mại biển Nakhodka | 3/1976-3/1981  |                                                                            |
| 202 | Nikolai Priyezzhev (1919–1989)           |                                                                           | Bí thư thứ nhất Tỉnh ủy Ryazan Đảng Cộng sản Liên Xô |                                                  | Bí thư thứ nhất Tỉnh ủy Ryazan Đảng Cộng sản Liên Xô | 3/1976-3/1981  |                                                                            |
| 203 | Ilya Prokop'yev (1926-2017)              |                                                                           | Bí thư thứ nhất Tỉnh ủy Chuvash Đảng Cộng sản Liên Xô |                                                  | Bí thư thứ nhất Tỉnh ủy Chuvash Đảng Cộng sản Liên Xô | 3/1976-3/1981  |                                                                            |
| 204 | Mikhail Prokofyev (1910–1999)            |                                                                           | Bộ trưởng Bộ Giáo dục Liên Xô |                                                  | Bộ trưởng Bộ Giáo dục Liên Xô | 3/1976-3/1981  |                                                                            |
| 205 | Vasily Promyslov (1908–1992)             |                                                                           | Chủ tịch Ủy ban chấp hành Xô Viết Thành phố Moskva |                                                  | Chủ tịch Ủy ban chấp hành Xô Viết Thành phố Moskva | 3/1976-3/1981  |                                                                            |
| 206 | Vasily Prokhorov (1906–1989)             |                                                                           | Thư ký Hội đồng Trung ương các Công đoàn toàn Liên Xô |                                                  | Phó Chủ tịch Hội đồng Trung ương các Công đoàn toàn Liên Xô | 3/1977-3/1981  |                                                                            |
| 207 | Jabbor Rasulov (1913–1982)               |                                                                           | Bí thư thứ nhất Trung ương Đảng Cộng sản Tajikistan |                                                  | Bí thư thứ nhất Trung ương Đảng Cộng sản Tajikistan | 3/1976-3/1981  |                                                                            |
| 208 | Sharof Rashidov (1917–1983)              |                                                                           | Bí thư thứ nhất Trung ương Đảng Cộng sản Uzbekistan |                                                  | Bí thư thứ nhất Trung ương Đảng Cộng sản Uzbekistan | 3/1976-3/1981  |                                                                            |
| 209 | Nikolai Rodionov (1915–1999)             |                                                                           | Thứ trưởng Bộ Ngoại giao Liên Xô |                                                  | Đại sứ đặc mệnh toàn quyền Liên Xô tại Nam Tư | 5/1978-3/1981  |                                                                            |
| 210 | Grigory Romanov (1923–2008)              |                                                                           | Bí thư thứ nhất Tỉnh ủy Leningrad Đảng Cộng sản Liên Xô |                                                  | Bí thư thứ nhất Tỉnh ủy Leningrad Đảng Cộng sản Liên Xô | 3/1976-3/1981  |                                                                            |
| 211 | Vitaly Ruben (1914–1994)                 |                                                                           | Chủ tịch Xô viết Quốc gia Xô viết Tối cao Liên Xô |                                                  | Chủ tịch Xô viết Quốc gia Xô viết Tối cao Liên Xô | 3/1976-3/1981  |                                                                            |
| 212 | Roman Rudenko (1907–1981)                |                                                                           | Tổng công tố Văn phòng Tổng công tố Liên Xô |                                                  | Tổng công tố Văn phòng Tổng công tố Liên Xô | 3/1976-3/1981  |                                                                            |
| 213 | Konstantin Rudnev (1911–1980)            |                                                                           | Bộ trưởng Bộ Kỹ thuật Thiết bị Tự động hóa và Hệ thống Điều khiển Liên Xô |                                                  | Bộ trưởng Bộ Kỹ thuật Thiết bị Tự động hóa và Hệ thống Điều khiển Liên Xô                                                                                       | 3/1976-8/1980  | Mất khi đang tại nhiệm                                                     |
| 214 | Konstantin Rusakov (1909–1993)           |                                                                           | Trợ lý Tổng Bí thư Trung ương Đảng Cộng sản Liên Xô |                                                  | Trưởng ban Ban Quan hệ với các Đảng Cộng sản và Công nhân của các nước Xã hội Chủ nghĩa Trung ương Đảng Cộng sản Liên Xô                                        | 5/1977-3/1981  |                                                                            |
| 215 | Anatoly Rybakov (sinh 1927)              |                                                                           | Công nhân nhà máy |                                                  | Chủ tịch Ủy ban Trung ương Liên hiệp Công nhân Thiết bị và Kỹ thuật                                                                                             | 1/1977-3/1981  |                                                                            |
| 216 | Vasily Rykov (1918–2011)                 |                                                                           | Đại sứ toàn quyền của Liên Xô tại Algeria |                                                  | Đại sứ toàn quyền của Liên Xô tại Algeria | 3/1976-3/1981  |                                                                            |
| 217 | Yakov Ryabov (sinh 1928)                 |                                                                           | Bí thư thứ nhất Sverdlovsk Đảng Cộng sản Liên Xô |                                                  | Phó Chủ tịch thứ nhất Ủy ban Kế hoạch Nhà nước Liên Xô | 4/1979-3/1981  | Bí thư Trung ương Đảng từ 10/1976-4/1949                                   |
| 218 | Ivan Sakhnyuk (sinh 1927)                |                                                                           | Bí thư thứ nhất Tỉnh ủy Kharkov Đảng Cộng sản Ukraine |                                                  | Trưởng ban Ban Kỹ thuật Nông nghiệp Trung ương Đảng Cộng sản Liên Xô                                                                                            | 5/1980-3/1981  |                                                                            |
| 219 | Valentin Semonov (sinh 1930)             |                                                                           | Quản đốc cơ khí của Nhà máy cơ khí Podolsk |                                                  | Quản đốc cơ khí của Nhà máy cơ khí Podolsk | 3/1976-3/1981  |                                                                            |
| 220 | Ivan Senkin (1915–1986)                  |                                                                           | Bí thư thứ nhất Khu ủy Karelian Đảng Cộng sản Liên Xô |                                                  | Bí thư thứ nhất Khu ủy Karelian Đảng Cộng sản Liên Xô | 3/1976-3/1981  |                                                                            |
| 221 | Semon Skachkov (1907–1996)               |                                                                           | Chủ nhiệm Ủy ban Quan hệ Kinh tế Đối ngoại Nhà nước Hội đồng Bộ trưởng Liên Xô |                                                  | Chủ nhiệm Ủy ban Quan hệ Kinh tế Đối ngoại Nhà nước Hội đồng Bộ trưởng Liên Xô                                                                                  | 3/1976-3/1981  |                                                                            |
| 222 | Anatoly Skochilov (1912–1977)            |                                                                           | Bí thư thứ nhất Tỉnh ủy Ulyanovsk Đảng Cộng sản Liên Xô |                                                  | Bí thư thứ nhất Tỉnh ủy Ulyanovsk Đảng Cộng sản Liên Xô | 3/1976-7/1977  | Mất khi đang tại nhiệm                                                     |
| 223 | Yefim Slavsky (1898–1991)                |                                                                           | Bộ trưởng Bộ Cơ khí hạng trung Liên Xô |                                                  | Bộ trưởng Bộ Cơ khí hạng trung Liên Xô | 3/1976-3/1981  |                                                                            |
| 224 | Lev Smirnov (1911–1986)                  |                                                                           | Chánh án Tòa án Tối cao Liên Xô |                                                  | Chánh án Tòa án Tối cao Liên Xô | 3/1976-3/1981  |                                                                            |
| 225 | Leonid Smirnov (1916–2001)               |                                                                           | Phó Chủ tịch Hội đồng Bộ trưởng Liên Xô |                                                  | Phó Chủ tịch Hội đồng Bộ trưởng Liên Xô | 3/1976-3/1981  |                                                                            |
| 226 | Ivan Sokolov (1928–1982)                 |                                                                           | Bí thư thứ 2 Trung ương Đảng Cộng sản Ukraine |                                                  | Bí thư thứ 2 Trung ương Đảng Cộng sản Ukraine | 3/1976-3/1981  |                                                                            |
| 227 | Sergey Sokolov (1911–2012)               |                                                                           | Thứ trưởng thứ nhất của Bộ Quốc phòng Liên Xô |                                                  | Thứ trưởng thứ nhất của Bộ Quốc phòng Liên Xô | 3/1976-3/1981  |                                                                            |
| 228 | Tikhon Sokovlev (1913–1992)              |                                                                           | Phó Chủ tịch thứ nhất Ủy ban Kế hoạch Nhà nước Hội đồng Bộ trưởng Liên Xô |                                                  | Phó Chủ tịch thứ nhất Ủy ban Kế hoạch Nhà nước Hội đồng Bộ trưởng Liên Xô                                                                                       | 3/1976-7/1976  | Nghỉ hưu                                                                   |
| 229 | Yuri Solovyev (1925–2011)                |                                                                           | Bí thư thứ 2 Tỉnh ủy Leningrad |                                                  | Bí thư thứ nhất Thành ủy Leningrad | 4/1978-3/1981  |                                                                            |
| 230 | Mikhail Solomentsev (1913–2008)          |                                                                           | Chủ tịch Hội đồng Bộ trưởng Nga Xô |                                                  | Chủ tịch Hội đồng Bộ trưởng Nga Xô | 3/1976-3/1981  |                                                                            |
| 231 | Vladimir Stepakov (1912–1987)            |                                                                           | Đại sứ đặc mệnh toàn quyền Liên Xô tại Nam Tư |                                                  | Đại sứ đặc mệnh toàn quyền Liên Xô tại Nam Tư | 3/1976-5/1978  |                                                                            |
| 232 | Alexander Struyev (1906–1991)            |                                                                           | Bộ trưởng Bộ Thương mại Liên Xô |                                                  | Bộ trưởng Bộ Thương mại Liên Xô | 3/1976-3/1981  |                                                                            |
| 233 | Boris Stukalin (1923–2004)               |                                                                           | Chủ nhiệm Ủy ban Xuất bản, In ấn, Thương mại sách Nhà nước Hội đồng Bộ trưởng |                                                  | Chủ nhiệm Ủy ban Xuất bản, In ấn, Thương mại sách Nhà nước Hội đồng Bộ trưởng                                                                                   | 3/1976-3/1981  |                                                                            |
| 234 | Fodor Surganov (1911–1976)               |                                                                           | Chủ tịch Đoàn chủ tịch Xô viết Tối cao Belarus Xô |                                                  | Chủ tịch Đoàn chủ tịch Xô viết Tối cao Belarus Xô | 3/1976-12/1976 | Mất khi đang tại nhiệm                                                     |
| 235 | Mikhail Suslov (1902–1982)               |                                                                           | Bí thư Trung ương Đảng Cộng sản Liên Xô |                                                  | Bí thư Trung ương Đảng Cộng sản Liên Xô | 3/1976-3/1981  |                                                                            |
| 235 | Mikhail Suslov (1902–1982)               |                                                                           | Bí thư Trung ương Đảng Cộng sản Liên Xô |                                                  | Bí thư Trung ương Đảng Cộng sản Liên Xô | 3/1976-3/1981  |                                                                            |
| 236 | Fikryat Tabeyev (1928-2015)              |                                                                           | Bí thư thứ nhất Tỉnh ủy Tatar Đảng Cộng sản Liên Xô |                                                  | Đại sứ đặc mệnh toàn quyền Liên Xô tại Afghanistan | 11/1979-3/1981 |                                                                            |
| 237 | Nikolai Tarasov (1911–2010)              |                                                                           | Bộ trưởng Bộ Công nghiệp nhẹ |                                                  | Bộ trưởng Bộ Công nghiệp nhẹ | 3/1976-3/1981  |                                                                            |
| 238 | Vasily Taratuta (1930–2008)              |                                                                           | Bí thư thứ nhất Tỉnh ủy Vinnitsa Đảng Cộng sản Ukraine |                                                  | Bí thư thứ nhất Tỉnh ủy Vinnitsa Đảng Cộng sản Ukraine | 3/1976-3/1981  |                                                                            |
| 239 | Aleksey Titarenko (1915–1992)            |                                                                           | Ủy viên Bộ Chính trị Đảng Cộng sản Ukraine |                                                  | Ủy viên Bộ Chính trị Đảng Cộng sản Ukraine | 3/1976-3/1981  |                                                                            |
| 240 | Vitaly Titov (1907–1980)                 |                                                                           | Phó Chủ tịch thứ nhất của Liên Xô tại Hội đồng Tương trợ Kinh tế |                                                  | Phó Chủ tịch thứ nhất của Liên Xô tại Hội đồng Tương trợ Kinh tế                                                                                                | 3/1976-9/1980  | Mất khi đang tại nhiệm                                                     |
| 241 | Georgy Titov (1909–1980)                 |                                                                           | Phó chủ tịch thứ nhất Ủy ban Kế hoạch Nhà nước Liên Xô |                                                  | Phó chủ tịch thứ nhất Ủy ban Kế hoạch Nhà nước Liên Xô | 3/1976-10/1980 |                                                                            |
| 242 | Nikolai Tikhonov (1905–1997)             |                                                                           | Phó Chủ tịch thứ nhất Hội đồng Bộ trưởng Liên Xô |                                                  | Chủ tịch Hội đồng Bộ trưởng Liên Xô | 11/1980-3/1981 | Ủy viên dự khuyết Bộ Chính trị từ 11/1978; Ủy viên Bộ Chính trị từ 11/1979 |
| 243 | Aleksandr Tokarev (1921–2004)            |                                                                           | Bộ trưởng Bộ Xây dựng Công nghiệp Liên Xô |                                                  | Bộ trưởng Bộ Xây dựng Công nghiệp Liên Xô | 3/1976-3/1981  |                                                                            |
| 244 | Lev Tolkunov (1919–1989)                 |                                                                           | Chủ tịch Hội đồng Cơ quan báo chí Novosti (APN) |                                                  | Chủ tịch Hội đồng Cơ quan báo chí Novosti (APN) | 3/1976-3/1981  |                                                                            |
| 245 | Vasily Tolstikov (1917–2003)             |                                                                           | Đại sứ đặc mệnh toàn quyền Liên Xô tại Cộng hòa Nhân dân Trung Hoa |                                                  | Đại sứ đặc mệnh toàn quyền Liên Xô tại Hà Lan | 1/1979-3/1981  |                                                                            |
| 246 | Nikita Tolubeyev (1922–2013)             |                                                                           | Đại sứ đặc mệnh toàn quyền Liên Xô tại Cuba |                                                  | Đại sứ đặc mệnh toàn quyền Liên Xô tại Bulgaria | 5/1979-3/1981  |                                                                            |
| 247 | Vladimir Tolubko (1914–1989)             |                                                                           | Thứ trưởng Bộ Quốc phòng, Tư lệnh Lực lượng tên lửa chiến lược Liên Xô |                                                  | Thứ trưởng Bộ Quốc phòng, Tư lệnh Lực lượng tên lửa chiến lược Liên Xô                                                                                          | 3/1976-3/1981  |                                                                            |
| 248 | Sergey Trapeznikov (1912–1984)           |                                                                           | Trưởng ban Ban Tổ chức Giáo dục và Khoa học Trung ương Đảng Cộng sản Liên Xô |                                                  | Trưởng ban Ban Tổ chức Giáo dục và Khoa học Trung ương Đảng Cộng sản Liên Xô                                                                                    | 3/1976-3/1981  |                                                                            |
| 249 | Ivan Tretyak (1923–2007)                 |                                                                           | Tư lệnh Quân khu Viễn Đông |                                                  | Tư lệnh Quân khu Viễn Đông | 3/1976-3/1981  |                                                                            |
| 250 | Mikhail Trunov (1931–2010)               |                                                                           | Bí thư thứ nhất Tỉnh ủy Belgord Đảng Cộng sản Liên Xô |                                                  | Bí thư thứ nhất Tỉnh ủy Belgord Đảng Cộng sản Liên Xô | 3/1976-3/1981  |                                                                            |
| 251 | Yevgeny Tyazhelnikov (sinh 1928)         |                                                                           | Bí thư thứ nhất Trung ương Đoàn Komsomol |                                                  | Trưởng ban Ban Tuyên truyền cổ động Trung ương Đảng | 5/1977-3/1981  |                                                                            |
| 252 | Magomed-Salam Umakhanov (1918–1992)      |                                                                           | Bí thứ thứ nhất Khu ủy Dagestan Đảng Cộng sản Liên Xô |                                                  | Bí thứ thứ nhất Khu ủy Dagestan Đảng Cộng sản Liên Xô | 3/1976-3/1981  |                                                                            |
| 253 | Dmitriy Ustinov (1908–1984)              |                                                                           | Bí thư Trung ương Đảng Cộng sản Liên Xô |                                                  | Bộ trưởng Bộ Quốc phòng Liên Xô | 3/1976-3/1981  |                                                                            |
| 253 | Dmitriy Ustinov (1908–1984)              |                                                                           | Bí thư Trung ương Đảng Cộng sản Liên Xô |                                                  | Bộ trưởng Bộ Quốc phòng Liên Xô | 3/1976-3/1981  |                                                                            |
| 254 | Turdakun Usubaliyev (1919-2015)          |                                                                           | Bí thư thứ nhất Trung ương Đảng Cộng sản Kyrgyzstan |                                                  | Bí thư thứ nhất Trung ương Đảng Cộng sản Kyrgyzstan | 3/1976-3/1981  |                                                                            |
| 255 | Vladimir Utkin (1923–2000)               |                                                                           | Viện sĩ Viện Hàn lâm Khoa học Ukraine Xô |                                                  | Viện sĩ Viện Hàn lâm Khoa học Ukraine Xô | 3/1976-3/1981  |                                                                            |
| 256 | Pavel Fedirko (1932-2019)                |                                                                           | Bí thư thứ nhất Tỉnh ủy Krasnoyarsk Đảng Cộng sản Liên Xô |                                                  | Bí thư thứ nhất Tỉnh ủy Krasnoyarsk Đảng Cộng sản Liên Xô | 3/1976-3/1981  |                                                                            |
| 257 | Viktor Fodorov (1912–1990)               |                                                                           | Bộ trưởng Bộ Công nghiệp hóa dầu Liên Xô |                                                  | Bộ trưởng Bộ Công nghiệp hóa dầu Liên Xô | 3/1976-3/1981  |                                                                            |
| 258 | Pyotr Fedoseyev (1908–1990)              |                                                                           | Phó chủ tịch của Viện hàn lâm khoa học Liên Xô |                                                  | Phó chủ tịch của Viện hàn lâm khoa học Liên Xô | 3/1976-3/1981  |                                                                            |
| 259 | Leonid Florentyev (1911–2003)            |                                                                           | Bộ trưởng Bộ Nông nghiệp Nga Xô |                                                  | Bộ trưởng Bộ Nông nghiệp Nga Xô | 3/1976-3/1981  |                                                                            |
| 260 | Stepan Khitrov (1910–1999)               |                                                                           | Bộ trưởng Bộ Xây dựng Nông thôn Liên Xô |                                                  | Bộ trưởng Bộ Xây dựng Nông thôn Liên Xô | 3/1976-3/1981  |                                                                            |
| 261 | Aleksandr Khramtsov (1921–2004)          |                                                                           | Thợ chế tạo máy Nhà máy Uralmashzavod Ordzhonikidze |                                                  | Thợ chế tạo máy Nhà máy Uralmashzavod Ordzhonikidze | 3/1976-3/1981  |                                                                            |
| 262 | Yuri Khristoradnov (1929-2018)           |                                                                           | Bí thư thứ nhất Tỉnh ủy Gorky Đảng Cộng sản Liên Xô |                                                  | Bí thư thứ nhất Tỉnh ủy Gorky Đảng Cộng sản Liên Xô | 3/1976-3/1981  |                                                                            |
| 263 | Narmakhonmadi Khudayberdyyev (1928–2011) |                                                                           | Chủ tịch Hội đồng Bộ trưởng Uzbekistan Xô |                                                  | Chủ tịch Hội đồng Bộ trưởng Uzbekistan Xô | 3/1976-3/1981  |                                                                            |
| 264 | Georgy Tsukanov (1919–2001)              |                                                                           | Trợ lý Tổng Bí thư Trung ương Đảng Cộng |                                                  | Trợ lý Tổng Bí thư Trung ương Đảng Cộng | 3/1976-3/1981  |                                                                            |
| 265 | Vladimir Tsybulko (1924–1987)            |                                                                           | Bí thư thứ nhất Tỉnh ủy Kiev Đảng Cộng sản Ukraine |                                                  | Bí thư thứ nhất Tỉnh ủy Kiev Đảng Cộng sản Ukraine | 3/1976-3/1981  |                                                                            |
| 266 | Stepan Chervonenko (1915–2003)           |                                                                           | Đại sứ đặc mệnh toàn quyền Liên Xô tại Pháp |                                                  | Đại sứ đặc mệnh toàn quyền Liên Xô tại Pháp | 3/1976-3/1981  |                                                                            |
| 267 | Konstantin Chernenko (1911–1985)         |                                                                           | Bí thư Trung ương Đảng Cộng sản Liên Xô |                                                  | Bí thư Trung ương Đảng Cộng sản Liên Xô | 3/1976-3/1981  | Ủy viên dự khuyết Bộ Chính trị từ 3/1977; ủy viên Bộ Chính trị từ 11/1978  |
| 268 | Aleksey Chornyy (1921–2002)              |                                                                           | Bí thư thứ nhất Tỉnh ủy Khabarovsk Đảng Cộng sản Liên Xô |                                                  | Bí thư thứ nhất Tỉnh ủy Khabarovsk Đảng Cộng sản Liên Xô | 3/1976-3/1981  |                                                                            |
| 269 | Vasily Chorny (1913–1996)                |                                                                           | Bí thư thứ nhất Tỉnh ủy Tambov Đảng Cộng sản Liên Xô |                                                  | Bí thư thứ nhất Tỉnh ủy Tambov Đảng Cộng sản Liên Xô | 3/1976-3/1978  | Nghỉ hưu                                                                   |
| 270 | Gavrii Chiryayev (1925–1982)             |                                                                           | Bí thư thứ nhất Tỉnh ủy Yakutsk Đảng Cộng sản Liên Xô |                                                  | Bí thư thứ nhất Tỉnh ủy Yakutsk Đảng Cộng sản Liên Xô | 3/1976-3/1981  |                                                                            |
| 271 | Aleksey Chuyev (1918–1976)               |                                                                           | Quản đốc Nhà máy đóng tàu Baltic |                                                  | Quản đốc Nhà máy đóng tàu Baltic | 3/1976-11/1976 | Mất khi đang tại nhiệm                                                     |
| 272 | Vasily Chuikov (1900–1982)               |                                                                           | Tổng thanh tra nhóm Tổng thanh tra Bộ Quốc phòng Liên Xô |                                                  | Tổng thanh tra nhóm Tổng thanh tra Bộ Quốc phòng Liên Xô | 3/1976-3/1981  |                                                                            |
| 273 | Midkhat Shakirov (1916–2004)             |                                                                           | Bí thư thứ nhất Khu ủy Bashkir Đảng Cộng sản Liên Xô |                                                  | Bí thư thứ nhất Khu ủy Bashkir Đảng Cộng sản Liên Xô | 3/1976-3/1981  |                                                                            |
| 274 | Valentin Shashin (1916–1977)             |                                                                           | Bộ trưởng Bộ Dầu khí Liên Xô |                                                  | Bộ trưởng Bộ Dầu khí Liên Xô | 3/1976-3/1977  | Mất khi đang tại nhiệm                                                     |
| 275 | Eduard Shevardnadze (1928–2014)          |                                                                           | Bí thư thứ nhất Đảng Cộng sản Gruzia |                                                  | Bí thư thứ nhất Đảng Cộng sản Gruzia | 3/1976-3/1981  | ủy viên dự khuyết Bộ Chính trị từ 11/1978                                  |
| 276 | Aleksey Shibayev (1915–1991)             |                                                                           | Bí thư thứ nhất Tỉnh ủy Saratov Đảng Cộng sản Liên Xô |                                                  | Chủ tịch Hội đồng Trung ương các Công đoàn toàn Liên Xô | 11/1976-3/1981 |                                                                            |
| 277 | Aleksandr Shibalov (1913–1987)           |                                                                           | Chủ tịch ủy ban chấp hành Xô viết tỉnh Leningrad |                                                  | Chủ tịch ủy ban chấp hành Xô viết tỉnh Leningrad | 3/1976-3/1981  |                                                                            |
| 278 | Aleksey Shitikov (1912–1993)             |                                                                           | Chủ tịch Xô viết Liên bang Xô Viết Tối cao Liên Xô |                                                  | Chủ tịch Xô viết Liên bang Xô Viết Tối cao Liên Xô | 3/1976-3/1981  |                                                                            |
| 279 | Aleksey Shkolnikov (1914–2003)           |                                                                           | Chủ tịch Ủy ban Kiểm sát Nhân dân Liên Xô |                                                  | Chủ tịch Ủy ban Kiểm sát Nhân dân Liên Xô | 3/1976-3/1981  |                                                                            |
| 280 | Aleksandr Shokin (1909–1988)             |                                                                           | Bộ trưởng Bộ Công nghiệp Điện tử Liên Xô |                                                  | Bộ trưởng Bộ Công nghiệp Điện tử Liên Xô | 3/1976-3/1981  |                                                                            |
| 281 | Mikhail Sholokhov (1905–1984)            |                                                                           | Thư ký Hội đồng Nhà văn Liên Xô |                                                  | Thư ký Hội đồng Nhà văn Liên Xô | 3/1976-3/1981  |                                                                            |
| 282 | Nikolai Shchelokov (1910–1984)           |                                                                           | Bộ trưởng Bộ Nội vụ Liên Xô |                                                  | Bộ trưởng Bộ Nội vụ Liên Xô | 3/1976-3/1981  |                                                                            |
| 283 | Boris Shcherbina (1919–1990)             |                                                                           | Bộ trưởng Bộ Xây dựng dầu khí Liên Xô |                                                  | Bộ trưởng Bộ Xây dựng dầu khí Liên Xô | 3/1976-3/1981  |                                                                            |
| 284 | Volodymyr Shcherbytsky (1918–1990)       |                                                                           | Bí thư thứ nhất Trung ương Đảng Cộng sản Ukraine |                                                  | Bí thư thứ nhất Trung ương Đảng Cộng sản Ukraine | 3/1976-3/1981  |                                                                            |
| 285 | Ivan Yunak (1918–1995)                   |                                                                           | Bí thư thứ nhất Tỉnh ủy Tula Đảng Cộng sản Liên Xô |                                                  | Bí thư thứ nhất Tỉnh ủy Tula Đảng Cộng sản Liên Xô | 3/1976-3/1981  |                                                                            |
| 286 | Ivan Yakubovsky (1912–1976)              |                                                                           | Thứ trưởng thứ nhất Bộ Quốc phòng Liên Xô, Tổng Tư lệnh Tối cao Lực lượng vũ trang thống nhất các quốc gia thành viên Hiệp ước Warsaw |                                                  | Thứ trưởng thứ nhất Bộ Quốc phòng Liên Xô, Tổng Tư lệnh Tối cao Lực lượng vũ trang thống nhất các quốc gia thành viên Hiệp ước Warsaw                           | 3/1976-11/1976 | Mất khi đang tại nhiệm                                                     |
| 287 | Mikhail Yasnov (1906–1991)               |                                                                           | Chủ tịch Đoàn Chủ tịch Xô Viết Tối cao Nga Xô |                                                  | Chủ tịch Đoàn Chủ tịch Xô Viết Tối cao Nga Xô | 3/1976-3/1981  |                                                                            |
| 288 | Konstantin Belyak (1916–1997)            |                                                                           | Bộ trưởng Bộ Kỹ thuật và thức ăn chăn nuôi Liên Xô |                                                  | Bộ trưởng Bộ Kỹ thuật và thức ăn chăn nuôi Liên Xô | 10/1976-3/1981 | Bầu bổ sung                                                                |
| 289 | Vladimir Karlov (1914–1994)              |                                                                           | Trưởng ban Ban Nông nghiệp Trung ương Đảng Cộng sản Liên Xô |                                                  | Trưởng ban Ban Nông nghiệp Trung ương Đảng Cộng sản Liên Xô | 10/1976-3/1981 | Bầu bổ sung                                                                |
| 290 | Fedir Morhun (1924–2008)                 |                                                                           | Bí thư thứ nhất Tỉnh ủy Poltava Đảng Cộng sản Ukraine |                                                  | Bí thư thứ nhất Tỉnh ủy Poltava Đảng Cộng sản Ukraine | 10/1976-3/1981 | Bầu bổ sung                                                                |
| 291 | Vasily Demidenko (1930–1998)             |                                                                           | Bí thư thứ nhất Tỉnh ủy Bắc Kazakhstan Đảng Cộng sản Kazakhstan |                                                  | Bí thư thứ nhất Tỉnh ủy Bắc Kazakhstan Đảng Cộng sản Kazakhstan                                                                                                 | 10/1977-3/1981 | Bầu bổ sung                                                                |
| 292 | Nikolai Kirichenko (1923–1986)           |                                                                           | Bí thư thứ nhất Tỉnh ủy Odessa Đảng Cộng sản Ukraine |                                                  | Bí thư thứ nhất Tỉnh ủy Odessa Đảng Cộng sản Ukraine | 10/1977-3/1981 | Bầu bổ sung                                                                |
| 293 | Pyotr Pleshakov (1922–1987)              |                                                                           | Bộ trưởng Bộ Công nghiệp truyền thanh Liên Xô |                                                  | Bộ trưởng Bộ Công nghiệp truyền thanh Liên Xô | 10/1977-3/1981 | Bầu bổ sung                                                                |
| 294 | Alexander Fomin (sinh 1925)              |                                                                           | Giám đốc Trang trại nhà nước Belovsky (tỉnh Altai) |                                                  | Giám đốc Trang trại nhà nước Belovsky (tỉnh Altai) | 10/1977-3/1981 | Bầu bổ sung                                                                |
| 295 | Boris Pastukhov (sinh 1933)              |                                                                           | Bí thư thứ nhất Trung ương Đoàn Thanh niên Cộng sản Lenin |                                                  | Bí thư thứ nhất Trung ương Đoàn Thanh niên Cộng sản Lenin | 7/1978-3/1981  | Bầu bổ sung                                                                |
| 296 | Leonid Borodin (1923–2008)               |                                                                           | Bí thư thứ nhất Tỉnh ủy Astrakhan Đảng Cộng sản Liên Xô |                                                  | Bí thư thứ nhất Tỉnh ủy Astrakhan Đảng Cộng sản Liên Xô | 4/1979-3/1981  | Bầu bổ sung                                                                |

## Ủy viên dự khuyết Trung ương Đảng
| STT | Họ tên (sinh-mất)                      | Chức vụ khi được bầu | Chức vụ khi được bầu | Chức vụ | Chức vụ | Chức vụ        | Ghi chú                               |
| STT | Họ tên (sinh-mất)                      | Chức vụ khi được bầu | Chức vụ khi được bầu | Chức vụ | Chức vụ | Nhiệm kỳ       | Ghi chú                               |
| --- | -------------------------------------- | -------------------- | --- | ------- | --- | -------------- | ------------------------------------- |
| 1   | Andrey Aleksandrov-Agentov (1918–1993) |                      | Trợ lý Tổng Bí thư Trung ương Đảng Cộng sản Liên Xô                                                                                    |         | Trợ lý Tổng Bí thư Trung ương Đảng Cộng sản Liên Xô                                                                                    | 3/1976-3/1981  |                                       |
| 2   | Pavel Anisimov (1928-2001)             |                      | Bí thư thứ hai Trung ương Đảng Cộng sản Armenia                                                                                        |         | Phó Chủ tịch Ủy ban Kế hoạch Nhà nước Liên Xô                                                                                          | 1979-3/1981    |                                       |
| 3   | Nikolai Antonov (1921–1996)            |                      | Bí thư thứ nhất Tỉnh ủy Novgorod Đảng Cộng sản Liên Xô                                                                                 |         | Bí thư thứ nhất Tỉnh ủy Novgorod Đảng Cộng sản Liên Xô                                                                                 | 3/1976-3/1981  |                                       |
| 4   | Georgy Arbatov (1923–2010)             |                      | Giám đốc Viện Hoa Kỳ và Canada thuộc Viện Hàn lâm Khoa học Liên Xô                                                                     |         | Giám đốc Viện Hoa Kỳ và Canada thuộc Viện Hàn lâm Khoa học Liên Xô                                                                     | 3/1976-3/1981  |                                       |
| 5   | Nikolai Belukha (1920–1981)            |                      | Bí thư thứ hai Trung ương Đảng Cộng sản Latvia                                                                                         |         | Bí thư thứ hai Trung ương Đảng Cộng sản Latvia                                                                                         | 3/1976-1/1978  | Nghỉ hưu                              |
| 6   | Konstantin Belyak (1916–1997)          |                      | Bộ trưởng Bộ Kỹ thuật và thức ăn chăn nuôi Liên Xô                                                                                     |         | Bộ trưởng Bộ Kỹ thuật và thức ăn chăn nuôi Liên Xô                                                                                     | 3/1976-10/1976 | từ 10/1976 là ủy viên Trung ương Đảng |
| 7   | Vasily Boytsov (1908–1997)             |                      | Chủ nhiệm Ủy ban tiêu chuẩn Nhà nước Hội đồng Bộ trưởng Liên Xô                                                                        |         | Chủ nhiệm Ủy ban tiêu chuẩn Nhà nước Liên Xô                                                                                           | 7/1978-3/1981  |                                       |
| 8   | Vasily Borisenkov (1927–)              |                      | Bí thư thứ hai Tỉnh ủy Moskva Đảng Cộng sản Liên Xô                                                                                    |         | Bí thư thứ hai Tỉnh ủy Moskva Đảng Cộng sản Liên Xô                                                                                    | 3/1976-3/1981  |                                       |
| 9   | Leonid Borodin (1923–2008)             |                      | Bí thư thứ nhất Tỉnh ủy Astrakhan Đảng Cộng sản Liên Xô                                                                                |         | Bí thư thứ nhất Tỉnh ủy Astrakhan Đảng Cộng sản Liên Xô                                                                                | 3/1976-4/1979  | Ủy viên Trung ương Đảng từ 4/1979     |
| 10  | Vladimir Vaslyayev (1924–1980)         |                      | Bí thư thứ nhất Tỉnh ủy Nikolaev Đảng Cộng sản Ukraine                                                                                 |         | Bí thư thứ nhất Tỉnh ủy Nikolaev Đảng Cộng sản Ukraine                                                                                 | 3/1976-4/1980  |                                       |
| 11  | Ivan Vladychenko (1924–)               |                      | Thư ký Hội đồng Trung ương các Công đoàn toàn Liên Xô                                                                                  |         | Thư ký Hội đồng Trung ương các Công đoàn toàn Liên Xô                                                                                  | 3/1976-3/1981  |                                       |
| 12  | Alexander Vlasov (1932–2002)           |                      | Bí thư thứ nhất Tỉnh ủy Chechen-Ingush Đảng Cộng sản Liên Xô                                                                           |         | Bí thư thứ nhất Tỉnh ủy Chechen-Ingush Đảng Cộng sản Liên Xô                                                                           | 3/1976-3/1981  |                                       |
| 13  | Lev Volodarsky (1911–1989)             |                      | Tổng cục trưởng Tổng cục Thống kê Nhà nước Hội đồng Bộ trưởng                                                                          |         | Tổng cục trưởng Tổng cục Thống kê Nhà nước Hội đồng Bộ trưởng                                                                          | 3/1976-3/1981  |                                       |
| 14  | Georgy Vorobyov (1914–2002)            |                      | Chủ nhiệm Ủy ban Lâm nghiệp Nhà nước Hội đồng Bộ trưởng                                                                                |         | Chủ nhiệm Ủy ban Lâm nghiệp Nhà nước Hội đồng Bộ trưởng                                                                                | 3/1976-3/1981  |                                       |
| 15  | Mikhail Georgadze (1912–1982)          |                      | Thư ký Đoàn chủ tịch Liên Xô Viết tối cao Liên Xô                                                                                      |         | Thư ký Đoàn chủ tịch Liên Xô Viết tối cao Liên Xô                                                                                      | 3/1976-3/1981  |                                       |
| 16  | Ivan Herasymov (1921–2008)             |                      | Tư lệnh Quân khu Kiev |         | Tư lệnh Quân khu Kiev | 3/1976-3/1981  |                                       |
| 17  | Vladimir Govorov (1924–2006)           |                      | Tư lệnh Quân khu Moskva |         | Tổng Tư lệnh Bộ Tổng tư lệnh Viễn Đông                                                                                                 | 12/1980-3/1981 |                                       |
| 18  | Oles Honchar (1918–1995)               |                      | Thư ký Hội liên hiệp Nhà văn Liên Xô                                                                                                   |         | Thư ký Hội liên hiệp Nhà văn Liên Xô                                                                                                   | 3/1976-3/1981  |                                       |
| 19  | Basan Gorodovikov (1910–1983)          |                      | Bí thư thứ nhất Tỉnh ủy Kalmyk Đảng Cộng sản Liên Xô                                                                                   |         | Bí thư thứ nhất Tỉnh ủy Kalmyk Đảng Cộng sản Liên Xô                                                                                   | 3/1976-12/1978 | Nghỉ hưu                              |
| 20  | Pyotr Gorchakov (1917–2002)            |                      | Chính ủy Lực lượng tên lửa chiến lược Liên Xô                                                                                          |         | Chính ủy Lực lượng tên lửa chiến lược Liên Xô                                                                                          | 3/1976-3/1981  |                                       |
| 21  | Boris Gostev (1927-2015)               |                      | Trưởng ban Ban Kế hoạch Tài chính Trung ương Đảng Cộng sản Liên Xô                                                                     |         | Trưởng ban Ban Kế hoạch Tài chính Trung ương Đảng Cộng sản Liên Xô                                                                     | 3/1976-3/1981  |                                       |
| 22  | Nikolai Gribachov (1910–1992)          |                      | Tổng biên tập tạp chí Liên Xô |         | Chủ tịch Xô viết Tối cao Nga Xô | 3/1980-3/1981  |                                       |
| 23  | Anatoly Gribkov (1919–2008)            |                      | Tư lệnh Quân khu Leningrad |         | Tổng Tham mưu Liên hợp Lực lượng vũ trang thống nhất Khối Warszawa                                                                     | 4/1976-3/1981  |                                       |
| 24  | Ivan Grintsov (sinh 1935)              |                      | Bí thư thứ nhất Tỉnh ủy Sumi Đảng Cộng sản Ukraine                                                                                     |         | Bí thư thứ nhất Tỉnh ủy Sumi Đảng Cộng sản Ukraine                                                                                     | 3/1976-3/1981  |                                       |
| 25  | Konstantin Grushevoy (1906–1982)       |                      | Chính ủy Quân khu Moskva |         | Chính ủy Quân khu Moskva | 3/1976-3/1981  |                                       |
| 26  | Ivan Gustov (1911–1996)                |                      | Phó Chủ nhiệm thứ nhất Ủy ban Kiểm tra Trung ương Đảng Cộng sản Liên Xô                                                                |         | Phó Chủ nhiệm thứ nhất Ủy ban Kiểm tra Trung ương Đảng Cộng sản Liên Xô                                                                | 3/1976-3/1981  |                                       |
| 27  | Vasily Demidenko (1930–1998)           |                      | Bí thư thứ nhất Tỉnh ủy Bắc Kazakhstan Đảng Cộng sản Kazakhstan                                                                        |         | Bí thư thứ nhất Tỉnh ủy Bắc Kazakhstan Đảng Cộng sản Kazakhstan                                                                        | 3/1976-10/1977 | Ủy viên Trung ương Đảng từ 10/1977    |
| 28  | Vladimir Demchenko (1920–)             |                      | Phó Chủ tịch Hội đồng Bộ trưởng Nga Xô                                                                                                 |         | Phó Chủ tịch Hội đồng Bộ trưởng Nga Xô                                                                                                 | 3/1976-3/1981  |                                       |
| 29  | Georgiy Yegorov (1918–2008)            |                      | Tư lệnh Hạm đội phương Bắc |         | Tham mưu trưởng Hải quân Liên Xô - Phó Tổng tư lệnh thứ nhất Hải quân Liên Xô                                                          | 7/1977-3/1981  |                                       |
| 30  | Natalya Yeliseyeva (1927–2015)         |                      | Phó Chủ tịch Ủy ban Chấp hành tỉnh Leningrad                                                                                           |         | Phó Chủ tịch Ủy ban Chấp hành tỉnh Leningrad                                                                                           | 3/1976-3/1981  |                                       |
| 31  | Filipp Yermash (1923–2002)             |                      | Chủ nhiệm Ủy ban Điện ảnh Nhà nước Hội đồng Bộ trưởng Liên Xô                                                                          |         | Chủ tịch Ủy ban Điện ảnh Liên Xô | 7/1978-3/1981  |                                       |
| 32  | Yuri Zhukov (1908–1991)                |                      | Phó chủ tịch ủy ban hòa bình Liên Xô                                                                                                   |         | Phó chủ tịch ủy ban hòa bình Liên Xô                                                                                                   | 3/1976-3/1981  |                                       |
| 33  | Vadim Zagladin (1927–2006)             |                      | Phó trưởng ban Ban Quốc tế Trung ương Đảng về đối ngoại với Đảng Cộng sản tại các nước tư bản                                          |         | Phó trưởng ban Ban Quốc tế Trung ương Đảng về đối ngoại với Đảng Cộng sản tại các nước tư bản                                          | 3/1976-3/1981  |                                       |
| 34  | Konstantin Zarodov (1920–1982)         |                      | Tổng biên tập tạp chí "Vấn đề hòa bình và chủ nghĩa xã hội"                                                                            |         | Tổng biên tập tạp chí "Vấn đề hòa bình và chủ nghĩa xã hội"                                                                            | 3/1976-3/1981  |                                       |
| 35  | Ali Ibragimov (1913–1985)              |                      | Chủ tịch Hội đồng Bộ trưởng Azerbaijan Xô                                                                                              |         | Chủ tịch Hội đồng Bộ trưởng Azerbaijan Xô                                                                                              | 3/1976-3/1981  |                                       |
| 36  | Mustakhim Iksanov (1926–1991)          |                      | Bí thư thứ nhất Tỉnh ủy Ural Đảng Cộng sản Kazakhstan                                                                                  |         | Bí thư thứ nhất Tỉnh ủy Ural Đảng Cộng sản Kazakhstan                                                                                  | 3/1976-3/1981  |                                       |
| 37  | Kirill Ilyashenko (1915–1980)          |                      | Chủ tịch Đoàn chủ tịch Xô Viết Tối cao Moldavia Xô                                                                                     |         | Chủ tịch Đoàn chủ tịch Xô Viết Tối cao Moldavia Xô                                                                                     | 3/1976-4/1980  | Mất khi đang tại nhiệm                |
| 38  | Nikolay Inozemtsev (1921–1982)         |                      | Ủy viên Đoàn chủ tịch Viện hàn lâm Khoa học Liên Xô                                                                                    |         | Ủy viên Đoàn chủ tịch Viện hàn lâm Khoa học Liên Xô                                                                                    | 3/1976-3/1981  |                                       |
| 39  | Mikhail Iovchuk (1908–1990)            |                      | Hiệu trưởng Học viện Khoa học Xã hội Trung ương Đảng Cộng sản Liên Xô                                                                  |         | Hiệu trưởng Học viện Khoa học Xã hội Trung ương Đảng Cộng sản Liên Xô                                                                  | 3/1976-1978    | Nghỉ hưu                              |
| 40  | Vasily Isayev (1917–2008)              |                      | Phó Chủ tịch Ủy ban Kế hoạch Nhà nước của Hội đồng Bộ trưởng Liên Xô                                                                   |         | Phó Chủ tịch Ủy ban Kế hoạch Nhà nước của Hội đồng Bộ trưởng Liên Xô                                                                   | 3/1976-3/1981  |                                       |
| 41  | Aleksandr Ishkov (1905–1988)           |                      | Bộ trưởng Bộ Thủy sản Liên Xô |         | Bộ trưởng Bộ Thủy sản Liên Xô | 3/1976-2/1979  | Nghỉ hưu                              |
| 42  | Bilar Kabaloyev (1917–2009)            |                      | Bí thư thứ nhất Tỉnh ủy Bắc Ossetia Đảng Cộng sản Liên Xô                                                                              |         | Bí thư thứ nhất Tỉnh ủy Bắc Ossetia Đảng Cộng sản Liên Xô                                                                              | 3/1976-3/1981  |                                       |
| 43  | Yakov Kabkov (1908–2001)               |                      | Trưởng ban Ban Thương mại và dịch vụ tiêu dùng Trung ương Đảng Cộng sản Liên Xô                                                        |         | Trưởng ban Ban Thương mại và dịch vụ tiêu dùng Trung ương Đảng Cộng sản Liên Xô                                                        | 3/1976-3/1981  |                                       |
| 44  | Aleksey Kalashnikov (1914–2006)        |                      | Phó chủ tịch Hội đồng Bộ trưởng Nga Xô                                                                                                 |         | Phó chủ tịch Hội đồng Bộ trưởng Nga Xô                                                                                                 | 3/1976-3/1981  |                                       |
| 45  | Kallibek Kamalov (1926–)               |                      | Bí thư thứ nhất Tỉnh ủy Karakalpak Đảng Cộng sản Uzbekistan                                                                            |         | Bí thư thứ nhất Tỉnh ủy Karakalpak Đảng Cộng sản Uzbekistan                                                                            | 3/1976-3/1981  |                                       |
| 46  | Vladimir Karlov (1914–1994)            |                      | Phó trưởng ban thứ nhất Ban Nông nghiệp Trung ương Đảng Cộng sản Liên Xô                                                               |         | Trưởng ban Ban Nông nghiệp Trung ương Đảng Cộng sản Liên Xô                                                                            | 5/1976-10/1976 | Ủy viên Trung ương Đảng từ 10/1976    |
| 47  | Dmitri Kachin (sinh 1929)              |                      | Bí thư thứ nhất Tỉnh ủy Kamchatka Đảng Cộng sản Liên Xô                                                                                |         | Bí thư thứ nhất Tỉnh ủy Kamchatka Đảng Cộng sản Liên Xô                                                                                | 3/1976-3/1981  |                                       |
| 48  | Nikolai Kirichenko (1923–1986)         |                      | Bí thư thứ nhất Tỉnh ủy Crimea Đảng Cộng sản Ukraine                                                                                   |         | Bí thư thứ nhất Tỉnh ủy Odessa Đảng Cộng sản Ukraine                                                                                   | 6/1977-10/1977 | Ủy viên Trung ương Đảng từ 10/1977    |
| 49  | Valter Klauson (1914–1988)             |                      | Chủ tịch Hội đồng Bộ trưởng Estonia Xô                                                                                                 |         | Chủ tịch Hội đồng Bộ trưởng Estonia Xô                                                                                                 | 3/1976-3/1981  |                                       |
| 50  | Aleksandr Klimov (1914–1979)           |                      | Chủ tịch Liên minh Hợp tác xã tiêu dùng Trung ương Liên Xô                                                                             |         | Chủ tịch Liên minh Hợp tác xã tiêu dùng Trung ương Liên Xô                                                                             | 3/1976-9/1979  | Mất khi đang tại nhiệm                |
| 51  | Mikhail Kobylchak (1918–2004)          |                      | Bí thư thứ nhất Tỉnh ủy Kirovograd Đảng Cộng sản Ukraine                                                                               |         | Bí thư thứ nhất Tỉnh ủy Kirovograd Đảng Cộng sản Ukraine                                                                               | 3/1976-3/1981  |                                       |
| 52  | Mikhail Kozlov (1917–2004)             |                      | Phó Tổng Tham mưu trưởng thứ nhất Lực lượng Vũ trang Liên Xô                                                                           |         | Giám đốc Học viện Quân sự Bộ Tổng Tham mưu Lực lượng Vũ trang Liên Xô                                                                  | 2/1979-3/1981  |                                       |
| 53  | Sergey Kozlov (1923–)                  |                      | Bí thư thứ hai Trung ương Đảng Cộng sản Azerbaijan                                                                                     |         | Thư ký Hội đồng Trung ương các Công đoàn toàn Liên Xô                                                                                  | 3/1977-3/1981  |                                       |
| 54  | Yevgeny Kozlovskiy (sinh 1929)         |                      | Bộ trưởng Bộ Địa chất Liên Xô |         | Bộ trưởng Bộ Địa chất Liên Xô | 3/1976-3/1981  |                                       |
| 55  | Gennady Kolbin (1927–1988)             |                      | Bí thư thứ hai Trung ương Đảng Cộng sản Gruzia                                                                                         |         | Bí thư thứ hai Trung ương Đảng Cộng sản Gruzia                                                                                         | 3/1976-3/1981  |                                       |
| 56  | Aleksandr Kolesnikov (1930–2008)       |                      | Anh hùng Lao động Xã hội chủ nghĩa, Đội trưởng đội thợ mỏ khai thác mỏ "Molodogvardeyskaya" (tỉnh Krasnodon Voroshilovgrad)            |         | Anh hùng Lao động Xã hội chủ nghĩa, Đội trưởng đội thợ mỏ khai thác mỏ "Molodogvardeyskaya" (tỉnh Krasnodon Voroshilovgrad)            | 3/1976-3/1981  |                                       |
| 57  | Olga Kolchina (1918–)                  |                      | Phó Chủ tịch Đoàn Chủ tịch Xô Viết Tối cao Nga Xô                                                                                      |         | Phó Chủ tịch Đoàn Chủ tịch Xô Viết Tối cao Nga Xô                                                                                      | 3/1976-3/1981  |                                       |
| 58  | Richard Kosolapov (sinh 1930)          |                      | Tổng biên tập tạp chí "Cộng sản" |         | Tổng biên tập tạp chí "Cộng sản" | 3/1976-3/1981  |                                       |
| 59  | Vyacheslav Kochemasov (1918–1998)      |                      | Phó Chủ tịch Hội đồng Bộ trưởng Nga Xô; Chủ tịch Đoàn chủ tịch Hội đồng Trung ương Hiệp hội bảo vệ di tích lịch sử và văn hóa toàn Nga |         | Phó Chủ tịch Hội đồng Bộ trưởng Nga Xô; Chủ tịch Đoàn chủ tịch Hội đồng Trung ương Hiệp hội bảo vệ di tích lịch sử và văn hóa toàn Nga | 3/1976-3/1981  |                                       |
| 60  | Nikolai Kochetkov (1927–2002)          |                      | Anh hùng Lao động Xã hội chủ nghĩa; Giám đốc mỏ "Maneih Prokopyevskugol" (tỉnh Kemerovo)                                               |         | Anh hùng Lao động Xã hội chủ nghĩa; Giám đốc mỏ "Maneih Prokopyevskugol" (tỉnh Kemerovo)                                               | 3/1976-3/1981  |                                       |
| 61  | Gleb Kriulin (1923–1988)               |                      | Đại sứ đặc mệnh toàn quyền Liên Xô tại Cộng hòa Dân chủ Nhân dân Triều Tiên                                                            |         | Đại sứ đặc mệnh toàn quyền Liên Xô tại Cộng hòa Dân chủ Nhân dân Triều Tiên                                                            | 3/1976-3/1981  |                                       |
| 62  | Viktor Krotov (1912–1986)              |                      | Bộ trưởng Bộ Kỹ thuật Năng lượng Liên Xô                                                                                               |         | Bộ trưởng Bộ Kỹ thuật Năng lượng Liên Xô                                                                                               | 3/1976-3/1981  |                                       |
| 63  | Ivan Kudinov (1922-1990)               |                      | Anh hùng Lao động Xã hội chủ nghĩa; Kỹ sư nhà máy MV Frunze (Kuybyshev)                                                                |         | Anh hùng Lao động Xã hội chủ nghĩa; Kỹ sư nhà máy MV Frunze (Kuybyshev)                                                                | 3/1976-3/1981  |                                       |
| 64  | Lev Kulidzhanov (1924–2002)            |                      | Bí thư thứ nhất Ban chấp hành Liên minh các nhà quay phim Liên Xô                                                                      |         | Bí thư thứ nhất Ban chấp hành Liên minh các nhà quay phim Liên Xô                                                                      | 3/1976-3/1981  |                                       |
| 65  | Askar Kunayev (1929–1999)              |                      | Chủ tịch Viện Hàn lâm Khoa học Kazakhstan Xô                                                                                           |         | Chủ tịch Viện Hàn lâm Khoa học Kazakhstan Xô                                                                                           | 3/1976-3/1981  |                                       |
| 66  | Sakan Kusainov (1917–1989)             |                      | Bí thư thứ nhất Tỉnh ủy Turgai Đảng Cộng sản Kazakhstan                                                                                |         | Bí thư thứ nhất Tỉnh ủy Taldy-Kurgan Đảng Cộng sản Kazakhstan                                                                          | 1/1978-3/1981  |                                       |
| 67  | Viktor Lebedev (1917–1978)             |                      | Phó Chủ tịch thứ nhất Ủy ban Kế hoạch Nhà nước Liên Xô                                                                                 |         | Phó Chủ tịch thứ nhất Ủy ban Kế hoạch Nhà nước Liên Xô                                                                                 | 3/1976-12/1978 | Mất khi đang tại nhiệm                |
| 68  | Konstantin Lebedev (1921–2006)         |                      | Bí thư thứ hai của Đảng Cộng sản Estonia                                                                                               |         | Bí thư thứ hai của Đảng Cộng sản Estonia                                                                                               | 3/1976-3/1981  |                                       |
| 69  | Aleksandr Mayorov (1920–2008)          |                      | Tư lệnh Quân khu Baltic |         | Phó Tổng tư lệnh thứ nhất Lục quân Lực lượng Vũ trang Liên Xô                                                                          | 7/1980-3/1981  |                                       |
| 70  | Timbora Malbakhov (1917–1999)          |                      | Bí thư thứ nhất Khu ủy Kabardinsky-Kabardino-Balkian Đảng Cộng sản Liên Xô                                                             |         | Bí thư thứ nhất Khu ủy Kabardinsky-Kabardino-Balkian Đảng Cộng sản Liên Xô                                                             | 3/1976-3/1981  |                                       |
| 71  | Iosif Manyushis (1910–1987)            |                      | Chủ tịch Hội đồng Bộ trưởng Litva Xô                                                                                                   |         | Viện trưởng Viện Kinh tế thuộc Viện Hàn lâm Khoa học Litva Xô                                                                          | 1/1981-3/1981  |                                       |
| 72  | Gury Marchuk (1925–2013)               |                      | Chủ tịch Đoàn Chủ tịch Học viện Khoa học Liên Xô phân khu Siberia, Phó Chủ tịch Viện Hàn lâm Khoa học Liên Xô                          |         | Phó Chủ tịch Hội đồng Bộ trưởng Liên Xô, Chủ tịch Ủy ban Khoa học và Công nghệ Nhà nước Liên Xô                                        | 1/1980-3/1981  |                                       |
| 73  | Vladimir Maslov (1925–1988)            |                      | Tư lệnh Hạm đội Thái Bình Dương |         | Phó Tổng Tư lệnh Hải quân Bộ Tổng Tư lệnh Tối cao Lực lượng vũ trang thống nhất Tổ chức Hiệp ước Warsaw                                | 9/1979-3/1981  |                                       |
| 74  | Mikhail Matafonov (1928–2012)          |                      | Bí thư thứ nhất Tỉnh ủy Chita Đảng Cộng sản Liên Xô                                                                                    |         | Bí thư thứ nhất Tỉnh ủy Chita Đảng Cộng sản Liên Xô                                                                                    | 3/1976-3/1981  |                                       |
| 75  | Nikolai Merenishchev (1919–2010)       |                      | Bí thư thứ hai Ban chấp hành Trung ương Đảng Cộng sản Moldova                                                                          |         | Bí thư thứ hai Ban chấp hành Trung ương Đảng Cộng sản Moldova                                                                          | 3/1976-3/1981  |                                       |
| 76  | Vladimir Mikulich (1920–2000)          |                      | Bí thư thứ nhất Tỉnh ủy Brest của Đảng Cộng sản Belarus                                                                                |         | Bí thư thứ nhất Tỉnh ủy Minsk Đảng Cộng sản Belarus                                                                                    | 5/1977-3/1981  |                                       |
| 77  | Fedir Morhun (1924–2008)               |                      | Bí thư thứ nhất Tỉnh ủy Poltava Đảng Cộng sản Ukraine                                                                                  |         | Bí thư thứ nhất Tỉnh ủy Poltava Đảng Cộng sản Ukraine                                                                                  | 3/1976-10/1976 | Ủy viên Trung ương Đảng từ 10/1976    |
| 78  | Yefim Novosolov (1906–1990)            |                      | Bộ trưởng Bộ Xây dựng, Cơ giới Đường bộ, Kiến trúc Đô thị Liên Xô                                                                      |         | Bộ trưởng Bộ Xây dựng, Cơ giới Đường bộ, Kiến trúc Đô thị Liên Xô                                                                      | 3/1976-3/1981  |                                       |
| 79  | Sabit Orujov (1912–1981)               |                      | Bộ trưởng Bộ Công nghiệp Khí Liên |         | Bộ trưởng Bộ Công nghiệp Khí Liên Xô                                                                                                   | 3/1976-3/1981  |                                       |
| 80  | Viktor Paputin (1926–1979)             |                      | Thứ trưởng thứ nhất Bộ Nội vụ Liên Xô                                                                                                  |         | Thứ trưởng thứ nhất Bộ Nội vụ Liên Xô                                                                                                  | 3/1976-12/1979 | Mất khi đang tại nhiệm                |
| 81  | Pyotr Paskar (1929-2008)               |                      | Chủ tịch Hội đồng Bộ trưởng Moldova Xô                                                                                                 |         | Phó Chủ tịch thứ nhất Ủy ban Kế hoạch Nhà nước Liên Xô                                                                                 | 7/1976-3/1981  |                                       |
| 82  | Boris Pastukhov (sinh 1933)            |                      | Bí thư Trung ương Đoàn Thanh niên Cộng sản Lenin (Komsomol)                                                                            |         | Bí thư thứ nhất Trung ương Đoàn Thanh niên Cộng sản Lenin                                                                              | 5/1977-7/1978  | Ủy viên Trung ương Đảng từ 7/1978     |
| 83  | Zurab Pataridze (1928–1982)            |                      | Chủ tịch Hội đồng Bộ trưởng Gruzia Xô                                                                                                  |         | Chủ tịch Hội đồng Bộ trưởng Gruzia Xô                                                                                                  | 3/1976-3/1981  |                                       |
| 84  | Erlen Pervyshin (1932–2004)            |                      | Bộ trưởng Bộ Truyền thông Liên Xô |         | Bộ trưởng Bộ Truyền thông Liên Xô | 3/1976-3/1981  |                                       |
| 85  | Viktor Pereudin (1923–1999)            |                      | Bí thư thứ hai Trung ương Đảng Cộng sản Turkmenistan                                                                                   |         | Ủy viên Ủy ban Kiểm tra Trung ương Đảng Cộng sản Liên Xô                                                                               | 12/1980-3/1981 |                                       |
| 86  | Nikolai Petrovichev (1918–2002)        |                      | Phó trưởng ban thứ nhất Ban công tác Tổ chức Đảng Trung ương Đảng Cộng sản Liên Xô                                                     |         | Phó trưởng ban thứ nhất Ban công tác Tổ chức Đảng Trung ương Đảng Cộng sản Liên Xô                                                     | 3/1976-3/1981  |                                       |
| 87  | Boris Petrovsky (1908–2004)            |                      | Bộ trưởng Bộ Y tế Liên Xô |         | Bộ trưởng Bộ Y tế Liên Xô | 3/1976-12/1980 |                                       |
| 88  | Pyotr Pimenov (1915–1980)              |                      | Thư ký Hội đồng Trung ương các Công đoàn toàn Liên Xô                                                                                  |         | Thư ký Hội đồng Trung ương các Công đoàn toàn Liên Xô                                                                                  | 3/1976-5/1980  | Mất khi đang tại nhiệm                |
| 89  | Pyotr Pleshakov (1922–1987)            |                      | Bộ trưởng Bộ Công nghiệp truyền thanh Liên Xô                                                                                          |         | Bộ trưởng Bộ Công nghiệp truyền thanh Liên Xô                                                                                          | 3/1976-10/1977 | Ủy viên Trung ương Đảng từ 10/1977    |
| 90  | Maria Poberey (1924–)                  |                      | Bí thư thứ nhất Huyện ủy Leninsky Đảng Cộng sản Liên Xô (tỉnh Volgograd)                                                               |         | Bí thư thứ nhất Huyện ủy Leninsky Đảng Cộng sản Liên Xô (tỉnh Volgograd)                                                               | 3/1976-3/1981  |                                       |
| 91  | Yakiv Pogrebnyak (1928–2016)           |                      | Ủy viên dự khuyết Bộ Chính trị Đảng Cộng sản Ukraine, Bí thư Trung ương Đảng Cộng sản Ukraine                                          |         | Ủy viên dự khuyết Bộ Chính trị Đảng Cộng sản Ukraine, Bí thư Trung ương Đảng Cộng sản Ukraine                                          | 3/1976-3/1981  |                                       |
| 92  | Alexander Pokryshkin (1913–1985)       |                      | Chủ tịch Hội đồng Trung ương Hội tình nguyện giúp đỡ quân đội, không quân và hải quân DOSAAF                                           |         | Chủ tịch Hội đồng Trung ương Hội tình nguyện giúp đỡ quân đội, không quân và hải quân DOSAAF                                           | 3/1976-3/1981  |                                       |
| 93  | Yuri Polukarov (1920–)                 |                      | Bí thư thứ hai Trung ương Đảng Cộng sản Tajikistan                                                                                     |         | Bí thư thứ hai Trung ương Đảng Cộng sản Tajikistan                                                                                     | 3/1976-3/1981  |                                       |
| 94  | Viktor Nikolayev Polyakov (1915–2004)  |                      | Bộ trưởng Bộ Công nghiệp Ô tô Liên Xô                                                                                                  |         | Bộ trưởng Bộ Công nghiệp Ô tô Liên Xô                                                                                                  | 3/1976-3/1981  |                                       |
| 95  | Aleksandr Protazanov (1914–2006)       |                      | Bí thư thứ nhất của Ủy ban khu vực Đông Kazakhstan Đảng Cộng sản Kazakhstan                                                            |         | Bí thư thứ nhất của Ủy ban khu vực Đông Kazakhstan Đảng Cộng sản Kazakhstan                                                            | 3/1976-3/1981  |                                       |
| 96  | Vladimir Ptitsyn (1925–2006)           |                      | Bí thư thứ nhất Khu ủy Murmansk Đảng Cộng sản Liên Xô                                                                                  |         | Bí thư thứ nhất Khu ủy Murmansk Đảng Cộng sản Liên Xô                                                                                  | 3/1976-3/1981  |                                       |
| 97  | Yuri Pugachov (1926–)                  |                      | Bí thư thứ hai Trung ương Đảng Cộng sản Azerbaijan                                                                                     |         | Bí thư thứ hai Trung ương Đảng Cộng sản Azerbaijan                                                                                     | 3/1976-6/1977  |                                       |
| 98  | Bektash Rakhimov (1924–2009)           |                      | Bí thư thứ nhất Khu ủy Samarkand Đảng Cộng sản Uzbekistan                                                                              |         | Bí thư thứ nhất Khu ủy Samarkand Đảng Cộng sản Uzbekistan                                                                              | 3/1976-3/1981  |                                       |
| 99  | Oleg Rakhmanin (1924–2010)             |                      | Phó trưởng ban thứ nhất Ban Quan hệ với các Đảng Cộng sản và Công nhân của các nước Xã hội Chủ nghĩa Trung ương Đảng                   |         | Phó trưởng ban thứ nhất Ban Quan hệ với các Đảng Cộng sản và Công nhân của các nước Xã hội Chủ nghĩa Trung ương Đảng                   | 3/1976-3/1981  |                                       |
| 100 | Pyotr Rozenko (1907–1991)              |                      | Chủ tịch Ủy ban Kế hoạch Nhà nước Ukraine Xô                                                                                           |         | Chủ tịch Ủy ban Kế hoạch Nhà nước Ukraine Xô                                                                                           | 3/1976-1/1979  |                                       |
| 101 | Aleksey Romanov (1908–1998)            |                      | Tổng biên tập báo "Văn hóa Xô Viết" |         | Tổng biên tập báo "Văn hóa Xô Viết" | 3/1976-3/1981  |                                       |
| 102 | Yuri Ruben (1925–2004)                 |                      | Chủ tịch Hội đồng Bộ trưởng Latvia Xô                                                                                                  |         | Chủ tịch Hội đồng Bộ trưởng Latvia Xô                                                                                                  | 3/1976-3/1981  |                                       |
| 103 | Aleksey Rybakov (1925–2016)            |                      | Bí thư thứ nhất Khu ủy Pskov Đảng Cộng sản Liên Xô                                                                                     |         | Bí thư thứ nhất Khu ủy Pskov Đảng Cộng sản Liên Xô                                                                                     | 3/1976-3/1981  |                                       |
| 104 | Sergey Savin (1924–1990)               |                      | Anh hùng Lao động Xã hội Chủ nghĩa, Giám đốc nhà máy Voronezh                                                                          |         | Anh hùng Lao động Xã hội Chủ nghĩa, Giám đốc nhà máy Voronezh                                                                          | 3/1976-3/1981  |                                       |
| 105 | Nikolai Savinkin (1913–1993)           |                      | Trưởng ban Ban Quản trị Trung ương Đảng Cộng sản Liên Xô                                                                               |         | Trưởng ban Ban Quản trị Trung ương Đảng Cộng sản Liên Xô                                                                               | 3/1976-3/1981  |                                       |
| 106 | Vladimir Semyonov (1911–1992)          |                      | Thứ trưởng Bộ Ngoại giao Liên Xô |         | Đại sứ đặc mệnh toàn quyền Liên Xô tại Cộng hòa Liên bang Đức                                                                          | 11/1978-3/1981 |                                       |
| 107 | Ivan Serbin (1910–1981)                |                      | Trưởng ban Ban Công nghiệp quốc phòng Trung ương Đảng Cộng sản Liên Xô                                                                 |         | Trưởng ban Ban Công nghiệp quốc phòng Trung ương Đảng Cộng sản Liên Xô                                                                 | 3/1976-2/1981  | Mấtkhi đang tại nhiệm                 |
| 108 | Maksim Sergeyev (1926–1987)            |                      | Anh hùng Lao động Xã hội chủ nghĩa, Quản đốc thợ khoan dầu mỏ nhà máy Nefteyugansk (tỉnh Tyumen)                                       |         | Anh hùng Lao động Xã hội chủ nghĩa, Trưởng phòng kỹ thuật và công nghệ thành phố Nefteyugansk, tỉnh Tyumen                             | 3/1976-3/1981  |                                       |
| 109 | Ivan Sinitsyn (1911–1988)              |                      | Bộ trưởng Máy kéo và Kỹ thuật Nông nghiệp Liên Xô                                                                                      |         | Bộ trưởng Máy kéo và Kỹ thuật Nông nghiệp Liên Xô                                                                                      | 3/1976-3/1981  |                                       |
| 110 | Alexander Smirnov (1912–1997)          |                      | Đại sứ đặc mệnh toàn quyền Liên Xô tại Mông Cổ                                                                                         |         | Đại sứ đặc mệnh toàn quyền Liên Xô tại Mông Cổ                                                                                         | 3/1976-3/1981  |                                       |
| 111 | Georgy Smirnov (1922–1999)             |                      | Phó trưởng ban Ban Tuyên truyền cổ động Trung ương Đảng                                                                                |         | Phó trưởng ban Ban Tuyên truyền cổ động Trung ương Đảng                                                                                | 3/1976-3/1981  |                                       |
| 112 | Sergey Smirnov (1918–2009)             |                      | Phó Chủ tịch thứ nhất Hội đồng Bộ trưởng Kazakhstan Xô                                                                                 |         | Phó Chủ tịch thứ nhất Hội đồng Bộ trưởng Kazakhstan Xô                                                                                 | 3/1976-9/1978  |                                       |
| 113 | Mikhail Smirtyukov (1909–2004)         |                      | Quản lý Nội vụ Hội đồng Bộ trưởng Liên Xô                                                                                              |         | Quản lý Nội vụ Hội đồng Bộ trưởng Liên Xô                                                                                              | 3/1976-3/1981  |                                       |
| 114 | Vitaly Sologub (1926–2004)             |                      | Ủy viên Bộ Chính trị Đảng Cộng sản Ukraine, Chủ tịch Hội đồng Công đoàn Ukraine                                                        |         | Ủy viên Bộ Chính trị Đảng Cộng sản Ukraine, Chủ tịch Hội đồng Công đoàn Ukraine                                                        | 3/1976-3/1981  |                                       |
| 115 | Ivan Sosnov (1908–1993)                |                      | Bộ trưởng Bộ Xây dựng Giao thông Liên Xô                                                                                               |         | Bộ trưởng Bộ Xây dựng Giao thông Liên Xô                                                                                               | 3/1976-3/1981  |                                       |
| 116 | Akhmatbek Suyumbayev (1920–1993)       |                      | Chủ tịch Hội đồng Bộ trưởng Kirghiz Xô                                                                                                 |         | Bộ trưởng Bộ Hợp tác xã Nông nghiệp Kirghiz Xô                                                                                         | 12/1978-3/1981 |                                       |
| 117 | Nikolai Talyzin (1929–1991)            |                      | Bộ trưởng Bộ Thông tin Liên Xô |         | Phó Chủ tịch Hội đồng Bộ trưởng Liên Xô                                                                                                | 10/1980-3/1981 |                                       |
| 118 | Vladimir Terebilov (1916–2004)         |                      | Bộ trưởng Bộ Tư pháp Liên Xô |         | Bộ trưởng Bộ Tư pháp Liên Xô | 3/1976-3/1981  |                                       |
| 119 | Nikolai Timofeyev (1913–1988)          |                      | Bộ trưởng Bộ Lâm nghiệp, Công nghiệp chế biến gỗ                                                                                       |         | Bộ trưởng Bộ Lâm nghiệp, Công nghiệp chế biến gỗ                                                                                       | 3/1976-10/1980 |                                       |
| 120 | Aleksandr Udalov (1922–2014)           |                      | Anh hùng Lao động Xã hội chủ nghĩa, Giám đốc nhà máy Krasnoye Sormovo                                                                  |         | Anh hùng Lao động Xã hội chủ nghĩa, Giám đốc nhà máy Krasnoye Sormovo                                                                  | 3/1976-3/1981  |                                       |
| 121 | Lyubov Ulitina (sinh 1938)             |                      | Công nhân đúc tại nhà máy V.I.Lenin vùng Perm                                                                                          |         | Anh hùng Lao động Xã hội chủ nghĩa, Quản đốc nhà máy V.I.Lenin vùng Perm                                                               | 3/1976-3/1981  |                                       |
| 122 | Yevgeny Fyodorov (1910–1981)           |                      | Phó chủ tịch ủy ban hòa bình Liên Xô                                                                                                   |         | Chủ tịch Ủy ban Hòa bình Liên Xô | 2/1979-3/1981  |                                       |
| 123 | Aleksandr Filatov (1922-2016)          |                      | Bí thư thứ hai Khu ủy Novosibirsk Đảng Cộng sản Liên Xô                                                                                |         | Bí thư thứ nhất Khu ủy Novosibirsk Đảng Cộng sản Liên Xô                                                                               | 12/1978-3/1981 |                                       |
| 124 | Gennady Fomin (1936-)                  |                      | Quản lý nhà máy Saratov |         | Quản lý nhà máy Saratov | 3/1976-3/1981  |                                       |
| 125 | Alexander Fomin (sinh 1925)            |                      | Giám đốc Trang trại nhà nước Belovsky (tỉnh Altai)                                                                                     |         | Giám đốc Trang trại nhà nước Belovsky (tỉnh Altai)                                                                                     | 3/1976-10/1977 | Ủy viên Trung ương Đảng từ 10/1977    |
| 126 | Vasily Frolov (1914–1994)              |                      | Trưởng ban Ban Cơ khí Trung ương Đảng Cộng sản Liên Xô                                                                                 |         | Trưởng ban Ban Cơ khí Trung ương Đảng Cộng sản Liên Xô                                                                                 | 3/1976-3/1981  |                                       |
| 127 | Valery Kharazov (1918–2013)            |                      | Bí thư thứ hai Trung ương Đảng Cộng sản Litva                                                                                          |         | Bí thư thứ hai Trung ương Đảng Cộng sản Litva                                                                                          | 3/1976-12/1978 |                                       |
| 128 | Makhmadullo Kholov (1920–1989)         |                      | Chủ tịch Đoàn Chủ tịch Xô Viết Tối cao Tajikistan Xô                                                                                   |         | Chủ tịch Đoàn Chủ tịch Xô Viết Tối cao Tajikistan Xô                                                                                   | 3/1976-3/1981  |                                       |
| 129 | Tikhon Khrennikov (1913–2007)          |                      | Bí thư thứ nhất Liên minh các nhà soạn nhạc Liên Xô                                                                                    |         | Bí thư thứ nhất Liên minh các nhà soạn nhạc Liên Xô                                                                                    | 3/1976-3/1981  |                                       |
| 130 | Semon Tsvigun (1917–1982)              |                      | Phó Chủ tịch thứ nhất Ủy ban An ninh Quốc gia Liên Xô                                                                                  |         | Phó Chủ tịch thứ nhất Ủy ban An ninh Quốc gia Liên Xô                                                                                  | 3/1976-3/1981  |                                       |
| 131 | Georgy Tsinev (1907–1996)              |                      | Phó Chủ tịch Ủy ban An ninh Quốc gia Liên Xô                                                                                           |         | Phó Chủ tịch Ủy ban An ninh Quốc gia Liên Xô                                                                                           | 3/1976-3/1981  |                                       |
| 132 | Aleksandr Chakovsky (1913–1994)        |                      | Tổng biên tập Công báo văn học Liên Xô                                                                                                 |         | Tổng biên tập Công báo văn học Liên Xô                                                                                                 | 3/1976-3/1981  |                                       |
| 133 | Boris Chaplin (1931–2015)              |                      | Đại sứ đặc mệnh toàn quyền Liên Xô tại Cộng hòa Xã hội chủ nghĩa Việt Nam                                                              |         | Đại sứ đặc mệnh toàn quyền Liên Xô tại Cộng hòa Xã hội chủ nghĩa Việt Nam                                                              | 3/1976-3/1981  |                                       |
| 134 | Viktor Chebrikov (1923–1999)           |                      | Phó Chủ tịch Ủy ban An ninh Quốc gia Liên Xô                                                                                           |         | Phó Chủ tịch Ủy ban An ninh Quốc gia Liên Xô                                                                                           | 3/1976-3/1981  |                                       |
| 135 | Sergey Shaydurov (1926–1998)           |                      | Bí thư thứ nhất Tỉnh ủy Magadan Đảng Cộng sản Liên Xô                                                                                  |         | Bí thư thứ nhất Tỉnh ủy Magadan Đảng Cộng sản Liên Xô                                                                                  | 3/1976-3/1981  |                                       |
| 136 | Vasily Shauro (1912–2007)              |                      | Trưởng ban Ban Văn hóa Trung ương Đảng Cộng sản Liên Xô                                                                                |         | Trưởng ban Ban Văn hóa Trung ương Đảng Cộng sản Liên Xô                                                                                | 3/1976-3/1981  |                                       |
| 137 | Aleksandra Shevchenko (sinh 1926)      |                      | Trưởng ban sản xuất chăn nuôi trang trại nhà nước Bangansansky làng Gorenko, huyện Kiev-Svyatoshinsky, tỉnh Kiev                       |         | Trưởng ban sản xuất chăn nuôi trang trại nhà nước Bangansansky làng Gorenko, huyện Kiev-Svyatoshinsky, tỉnh Kiev                       | 3/1976-3/1981  |                                       |
| 138 | Grigory Shirshin (1934–)               |                      | Bí thư thứ nhất khu ủy Tuva Đảng Cộng sản Liên Xô                                                                                      |         | Bí thư thứ nhất khu ủy Tuva Đảng Cộng sản Liên Xô                                                                                      | 3/1976-3/1981  |                                       |
| 139 | Aleksandr Shitov (1925–2001)           |                      | Phó Chủ tịch thứ nhất Ủy ban Kiểm sát Nhân dân Liên Xô                                                                                 |         | Phó Chủ tịch thứ nhất Ủy ban Kiểm sát Nhân dân Liên Xô                                                                                 | 3/1976-3/1981  |                                       |

## Ủy viên Bộ Chính trị

### Ủy viên chính thức
| Tên (sinh – mất)                   | Bắt đầu    | Kết thúc   | Thời gian       | Chức vụ |
| ---------------------------------- | ---------- | ---------- | --------------- | --- |
| Yuri Andropov (1914–1984)          | 5/3/1976   | 3/3/1981   | 4 năm, 363 ngày | Chủ tịch Ủy ban An ninh Quốc gia (1967-1982) |
| Leonid Brezhnev (1906–1982)        | 5/3/1976   | 3/3/1981   | 4 năm, 363 ngày | Tổng Bí thư Đảng Cộng sản Liên Xô (1966-1982) Chủ tịch Đoàn Chủ tịch Xô viết Tối cao Liên Xô(1977-1982)                                                 |
| Andrei Grechko (1903–1976)         | 5/3/1976   | 26/4/1976  | 52 ngày         | Bộ trưởng Bộ Quốc phòng Liên Xô (1967-1976) |
| Viktor Grishin (1914–1992)         | 5/3/1976   | 3/3/1981   | 4 năm, 363 ngày | Bí thư thứ nhất Thành ủy Moscow Đảng Cộng sản Liên Xô (1967-1985)                                                                                       |
| Andrei Gromyko (1909–1989)         | 5/3/1976   | 3/3/1981   | 4 năm, 363 ngày | Bộ trưởng Bộ Ngoại giao Liên Xô (1957-1985) |
| Andrei Kirilenko (1906–1990)       | 5/3/1976   | 3/3/1981   | 4 năm, 363 ngày | Bí thư Trung ương Đảng (1966-1982) Phó Chủ tịch Đoàn Chủ tịch Xô viết Tối cao (1950-1982)                                                               |
| Alexei Kosygin (1904–1980)         | 5/3/1976   | 21/10/1980 | 4 năm, 230 ngày | Chủ tịch Hội đồng Bộ trưởng (1964-1980) |
| Fyodor Kulakov (1918–1978)         | 5/3/1976   | 17/7/1978  | 2 năm, 134 ngày | Bí thư Trung ương Đảng (1965-1978) |
| Dinmukhamed Konayev (1912–1993)    | 5/3/1976   | 3/3/1981   | 4 năm, 363 ngày | Bí thư thứ nhất Đảng Cộng sản Kazakhstan (1964-1986) |
| Kirill Mazurov (1914–1989)         | 5/3/1976   | 27/11/1978 | 2 năm, 267 ngày | Phó Chủ tịch thứ nhất Hội đồng Bộ trưởng (1965-1978) Phó Chủ tịch Đoàn Chủ tịch Xô viết Tối cao (1950-1979)                                             |
| Arvīds Pelše (1899–1983)           | 5/3/1976   | 3/3/1981   | 4 năm, 363 ngày | Chủ nhiệm Ủy ban Kiểm tra Trung ương Đảng (1966-1983)                                                                                                   |
| Nikolai Podgorny (1908–1983)       | 5/3/1976   | 24/5/1977  | 1 năm, 80 ngày  | Chủ tịch Đoàn Chủ tịch Xô viết Tối cao (1965-1977) |
| Grigory Romanov (1923–2008)        | 5/3/1976   | 3/3/1981   | 4 năm, 363 ngày | Bí thư thứ nhất Tỉnh ủy Leningrad (1970-1983) Phó Chủ tịch Hội đồng Dân tộc Xô viết Tối cao (1966-1989) Phó Chủ tịch Xô viết Tối cao Nga Xô (1975-1990) |
| Mikhail Suslov (1902–1982)         | 5/3/1976   | 3/3/1981   | 4 năm, 363 ngày | Phó Chủ tịch Đoàn Chủ tịch Xô viết Tối cao (1967-1982) Bí thư Trung ương Đảng (1947-1982)                                                               |
| Volodymyr Shcherbytsky (1918–1990) | 5/3/1976   | 3/3/1981   | 4 năm, 363 ngày | Bí thư thứ nhất Đảng Cộng sản Ukraina (1972-1989) Phó Chủ tịch Đoàn Chủ tịch Xô viết Tối cao (1958-1989)                                                |
| Konstantin Chernenko (1911–1985)   | 27/11/1978 | 3/3/1981   | 2 năm, 96 ngày  | Chủ nhiệm Văn phòng Trung ương Đảng (1965-1982) Trưởng ban Tổng vụ Trung ương Đảng Cộng sản Liên Xô (1965-1982)                                         |
| Nikolai Tikhonov (1905–1997)       | 27/11/1979 | 3/3/1981   | 1 năm, 96 ngày  | Phó Chủ tịch thứ nhất Hội đồng Bộ trưởng (1978-1980) Chủ tịch Hội đồng Bộ trưởng (1980-1985)                                                            |
| Mikhail Gorbachev (sinh 1931)      | 21/10/1980 | 3/3/1981   | 133 ngày        | Phó Chủ tịch Đoàn Chủ tịch Xô viết Tối cao (1970-1989) Chủ tịch Ủy ban Lập pháp Xô viết Tối cao (1979-1984)                                             |

### Ủy viên dự khuyết
| Tên (sinh – mất)                 | Bắt đầu    | Kết thúc   | Thời gian       | Chức vụ |
| -------------------------------- | ---------- | ---------- | --------------- | --- |
| Heydar Aliyev (1923–2003)        | 5/3/1976   | 3/3/1981   | 4 năm, 363 ngày | Bí thư thứ nhất Đảng Cộng sản Azerbaijan (1969-1982) |
| Pyotr Demichev (1917–2000)       | 5/3/1976   | 3/3/1981   | 4 năm, 363 ngày | Bộ trưởng Bộ Văn hóa Liên Xô (1974-1986) |
| Pyotr Masherov (1918–1980)       | 5/3/1976   | 4/10/1980  | 4 năm, 213 ngày | Bí thư thứ nhất Đảng Cộng sản Belarus (1965-1980) |
| Boris Ponomarev (1905–1995)      | 5/3/1976   | 3/3/1981   | 4 năm, 363 ngày | Trưởng ban Quốc tế Trung ương Đảng (1957-1986) |
| Sharof Rashidov (1917–1983)      | 5/3/1976   | 3/3/1981   | 4 năm, 363 ngày | Bí thư thứ nhất Đảng Cộng sản Uzbekistan (1959-1983) |
| Mikhail Solomentsev (1913–2008)  | 5/3/1976   | 3/3/1981   | 4 năm, 363 ngày | Chủ tịch Hội đồng Bộ trưởng Nga Xô (1971-1983) |
| Vasili Kuznetsov (1901–1990)     | 3/10/1977  | 3/3/1981   | 3 năm, 151 ngày | Phó Chủ tịch thứ nhất Đoàn Chủ tịch Xô viết Tối cao (1977-1986)                                                                                            |
| Konstantin Chernenko (1911–1985) | 3/10/1977  | 27/11/1978 | 1 năm, 55 ngày  | Chủ nhiệm Văn phòng Trung ương Đảng (1965-1982) Trưởng ban Tổng vụ Trung ương Đảng Cộng sản Liên Xô (1965-1982) Thành viên chính thức Bộ Chính trị từ 1978 |
| Nikolai Tikhonov (1905–1997)     | 27/11/1978 | 27/11/1979 | 1 năm, 0 ngày   | Phó Chủ tịch thứ nhất Hội đồng Bộ trưởng (1978-1980) Thành viên chính thức Bộ Chính trị từ 1979                                                            |
| Eduard Shevardnadze (1928-2014)  | 27/11/1978 | 3/3/1981   | 2 năm, 96 ngày  | Bí thư thứ nhất Đảng Cộng sản Gruzia (1972-1985) |
| Mikhail Gorbachev (sinh 1931)    | 27/11/1979 | 21/10/1980 | 329 ngày        | Phó Chủ tịch Đoàn Chủ tịch Xô viết Tối cao (1970-1989) Chủ tịch Ủy ban Lập pháp Xô viết Tối cao (1979-1984) Thành viên chính thức Bộ Chính trị từ 1980     |
| Tikhon Kiselyov (1917–1983)      | 21/10/1980 | 3/3/1981   | 133 ngày        | Bí thư thứ nhất Đảng Cộng sản Belarus (1980-1983) |

## Ủy viên Ban Bí thư
| Tên (sinh–mất)                   | Bắt đầu    | Kết thúc   | Thời gian       | Ghi chú                                 |
| -------------------------------- | ---------- | ---------- | --------------- | --------------------------------------- |
| Leonid Brezhnev (1906–1982)      | 5/3/1976   | 3/3/1981   | 4 năm, 363 ngày | Bầu Tổng Bí thư tại Hội nghị lần thứ 1. |
| Konstantin Chernenko (1911–1985) | 5/3/1976   | 3/3/1981   | 4 năm, 363 ngày | —                                       |
| Vladimir Dolgikh (sinh 1924)     | 5/3/1976   | 3/3/1981   | 4 năm, 363 ngày | —                                       |
| Mikhail Gorbachev (sinh 1931)    | 27/11/1978 | 3/3/1981   | 2 năm, 96 ngày  | Bầu tại Hội nghị lần thứ 7              |
| Ivan Kapitonov (1915–2002)       | 5/3/1976   | 3/3/1981   | 4 năm, 363 ngày | —                                       |
| Konstantin Katushev (1927–2010)  | 5/3/1976   | 24/5/1977  | 4 năm, 363 ngày | Từ chức tại Hội nghị lần thứ 3          |
| Andrei Kirilenko (1906–1990)     | 5/3/1976   | 3/3/1981   | 4 năm, 363 ngày | Bí thư thứ 2 Ban Bí thư (1966-1982)     |
| Fyodor Kulakov (1918–1978)       | 5/3/1976   | 17/7/1978  | 2 năm, 134 ngày | Mất bị xe đâm                           |
| Boris Ponomarev (1905–1995)      | 5/3/1976   | 3/3/1981   | 4 năm, 363 ngày | —                                       |
| Yakov Ryabov (sinh 1928)         | 26/10/1976 | 3/3/1981   | 4 năm, 128 ngày |                                         |
| Konstantin Rusakov (1903–1993)   | 24/5/1977  | 3/3/1981   | 3 năm, 283 ngày | Bầu tại Hội nghị lần thứ 3              |
| Mikhail Suslov (1902–1982)       | 5/3/1976   | 3/3/1981   | 4 năm, 363 ngày | Bí thư thứ 2 Ban Bí thư (1966-1982)     |
| Dmitriy Ustinov (1908–1984)      | 5/3/1976   | 26/10/1976 | 235 ngày        | Từ chức tại Hội nghị lần thứ 2          |
| Mikhail Zimyanin (1914–1995)     | 5/3/1976   | 26/10/1976 | 235 ngày        | —                                       |